# Dinossauros
Dinossauros ou dinossáurios (em grego clássico: δεινός σαῦρος, deinos sauros, que significa "lagarto terrível") constituem um grupo de diversos animais, membros do clado Dinosauria. Acredita-se que os dinossauros apareceram há, pelo menos, 233 milhões de anos, e que, por mais de 167 milhões de anos, foram o grupo animal dominante na Terra, num período geológico de tempo que vai desde o período Triássico até o final do período Cretáceo, há cerca de 66 milhões de anos, quando um evento catastrófico ocasionou a extinção em massa de quase todos os dinossauros, com exceção de algumas espécies emplumadas, as aves.
A hipótese mais aceita é de que o meteorito encontrado na cratera de Chicxulub, na Península de Iucatã, foi o responsável pela extinção dos dinossauros, ao colidir com a Terra e originar uma grande explosão, a qual carbonizou bilhões de animais instantaneamente, levantando também uma nuvem de poeira tão espessa que bloqueou a luz do sol e transformou o planeta em um local extremamente frio, em um evento meteorológico similar ao inverno nuclear, eliminando quase todas as espécies existentes de dinossauros. Pouquíssimos deles sobreviveram, e eram todos aviários, pequenos e provavelmente terrestres, já que as florestas foram amplamente destruídas por incêndios após o impacto do meteoro, e somente aves que não dependiam de árvores para obter alimento e esconderijo poderiam ter sobrevivido.
O registro fóssil indica que os dinossauros emplumados surgiram durante o período Jurássico, embora exista a possibilidade de que os primeiros dinossauros já possuíssem protopenas no período Triássico. Após o evento da extinção em massa, os únicos dinossauros que sobreviveram foram as aves. Usando evidências fósseis, os paleontólogos identificaram mais de quinhentos diferentes gêneros e mais de mil diferentes espécies de dinossauros não aviários, alguns sendo herbívoros, outros carnívoros, assim como havia também espécies bípedes e quadrúpedes. Muitas espécies possuíam estruturas, como chifres ou cristas (como o tricerátope), e alguns grupos chegaram a desenvolver modificações esqueléticas, como armaduras ósseas (como o anquilossauro) e velas dorsais (como o espinossauro). Estes animais variavam muito em tamanho e peso, com dinossauros terópodes não aviários adultos medindo menos de quarenta centímetros (como o epidexiptérix), enquanto os maiores saurópodes podiam chegar a uma altura de cerca de vinte metros (como o argentinossauro).
Embora a palavra dinossauro signifique "lagarto terrível", esses animais não eram lagartos ou mesmo répteis no sentido tradicional, mas, sim, ornitodiros, diferenciando-se dos répteis principalmente por suas patas eretas, pela postura, comportamento normalmente ativo e metabolismo aviários, incluindo a manutenção de uma temperatura constante. Durante a primeira metade do século XX, a maior parte da comunidade científica acreditava que os dinossauros eram lentos e pouco inteligentes; no entanto, a maioria das pesquisas realizadas desde a década de 1970 indicou que estes animais eram ágeis, com elevado metabolismo e numerosas adaptações para a interação social, presente em certos grupos, principalmente no dos terópodes. O primeiro dinossauro a ser descrito foi o megalossauro, em um trabalho publicado por William Buckland em 1824, apesar de que o naturalista Gideon Mantell já havia descoberto, em 1822, o fóssil de um iguanodonte, mas somente publicou a descrição em 1825.

## Etimologia
O termo "Dinosauria" foi proposto em 1842 por Richard Owen para classificar os grandes esqueletos de animais extintos, que haviam sido recém-descobertos no Reino Unido. A palavra, em latim, deriva do grego δεινός σαῦρος, que significa "lagarto terrível", apesar de esses animais serem ornitodiros, e, portanto, taxonomicamente distantes dos lagartos.
Esses animais, assim como todos os demais seres vivos, existentes ou extintos, foram batizados de acordo com a nomenclatura binomial, promulgada por Carlos Lineu no século XVIII, que estabelecia que todos os animais deviam ser nomeados usando termos das línguas grega ou latina, como foi o caso do primeiro gênero de dinossauro não aviário catalogado, o megalossauro (que vem do grego μεγάλο σαύρος), cujo nome significa "lagarto grande". No entanto, no decorrer dos anos, muitos dinossauros foram classificados com termos vindos de outros idiomas, como o Dilong, que vem da língua chinesa, significando "dragão imperador", e também o Mapusaurus, que vem da língua indígena mapuche, significando lagarto da terra.

## Definição

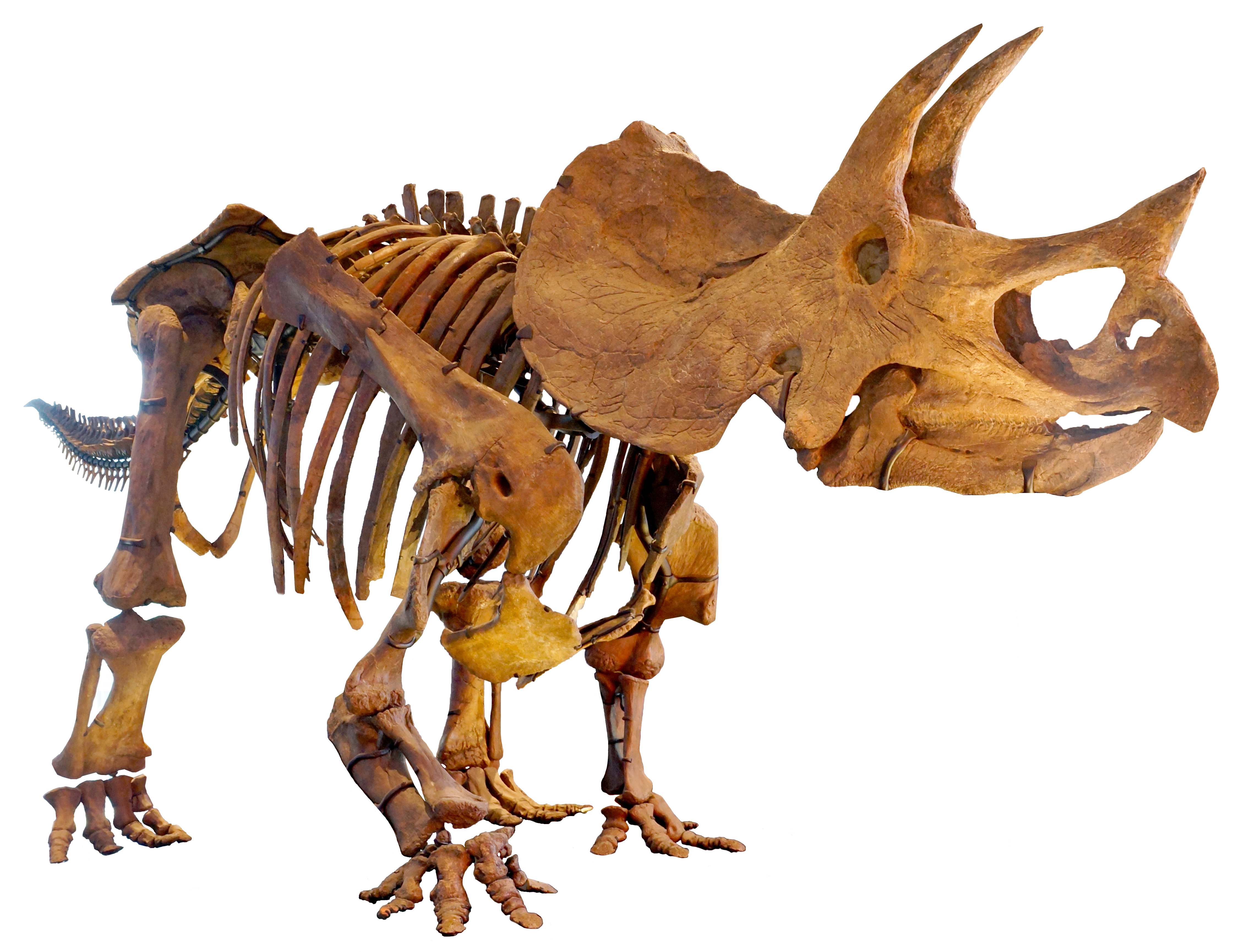
Esqueleto de um Triceratops, Museu de História Natural do Condado de Los Angeles

Na taxonomia filogenética, dinossauros são geralmente definidos como o grupo consistindo em Triceratops, pássaros, seu ancestral comum mais recente e todos os seus descendentes, com base na divisão tradicional do grupo em Ornithischia ("quadril de pássaro") e Saurischia ("quadril de lagarto", tradicionalmente incluindo Theropoda e Sauropodomorpha). Apesar do nome e do formato do quadril, as aves são saurísquios e não ornitísquios. Esta divisão foi recentemente questionada por diferentes pesquisadores, que acreditam que os terópodes são mais próximos dos ornitísquios do que dos sauropodomorfos e herrerassaurídeos.
As aves são agora reconhecidas como a única linhagem sobrevivente de dinossauros terópodes (carnívoros do clado Saurischia). Na taxonomia tradicional, as aves eram consideradas uma classe separada que evoluiu dos dinossauros, uma superordem distinta. No entanto, a maioria dos paleontólogos contemporâneos rejeita o estilo tradicional de classificação em favor da taxonomia filogenética; esta abordagem exige que, para que um grupo seja natural, todos os descendentes de membros do grupo também devem ser incluídos no grupo. As aves são, portanto, consideradas dinossauros e os dinossauros não estão, portanto, extintos. As aves são classificadas como pertencentes ao subgrupo Maniraptora, que são os celurossauros, que são terópodes, que são saurísquios, que são dinossauros.
Pesquisas realizadas por Matthew Baron, David B. Norman e Paul M. Barrett em 2017 sugeriram uma revisão radical da sistemática dinossauriana. A análise filogenética de Baron et al. recuperou o Ornithischia como estando mais próximo do Theropoda do que do Sauropodomorpha, em oposição à união tradicional de terópodes com sauropodomorfos. Eles ressuscitaram o clado Ornithoscelida para se referir ao grupo que contém Ornithischia e Theropoda. A própria Dinosauria foi redefinida como o último ancestral comum do Triceratops horridus, do Passer domesticus, do Diplodocus carnegii e de todos os seus descendentes, para garantir que saurópodes e seus parentes permaneçam incluídos como dinossauros.

### Descrição geral

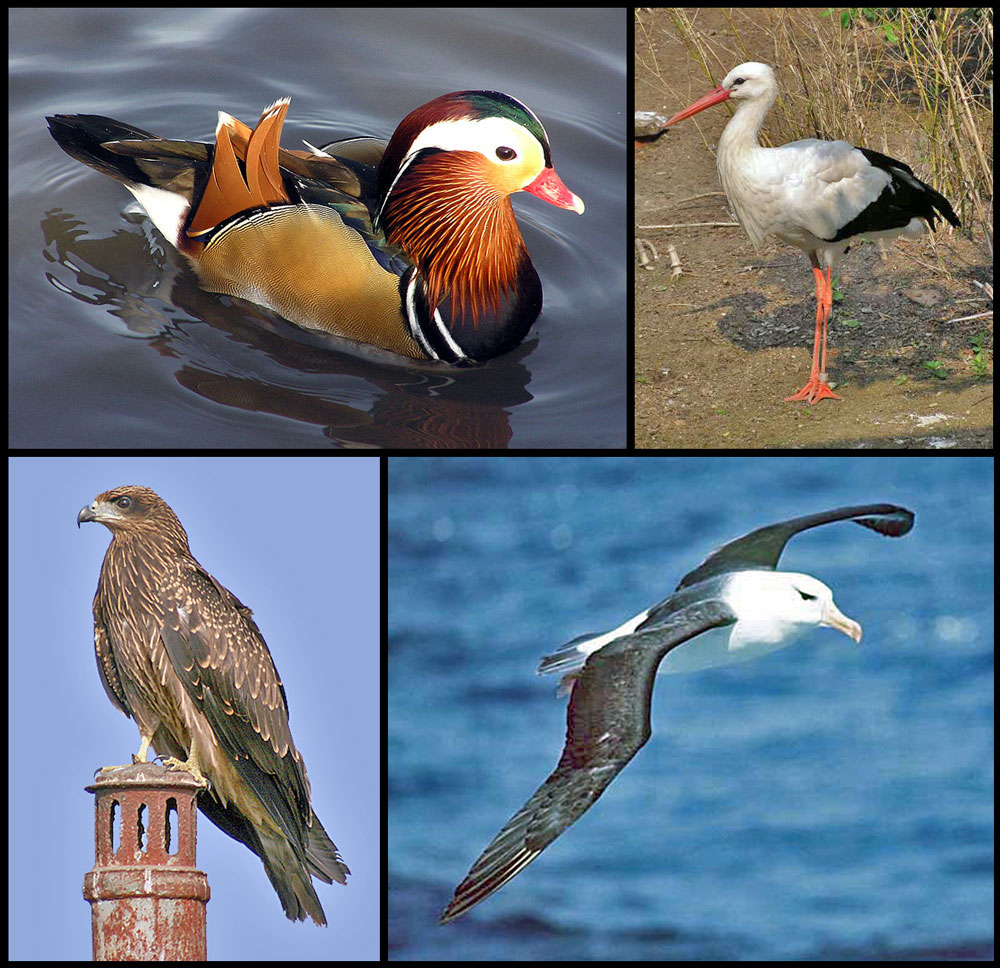
Na taxonomia filogenética, as aves estão incluídas no grupo Dinosauria

Usando uma das definições acima, os dinossauros podem ser geralmente descritos como arcossauros com membros posteriores eretos sob o corpo. Muitos grupos de animais pré-históricos são popularmente concebidos como dinossauros, como ictiossauros, mosassauros, plesiossauros, pterossauros e pelicossauros (especialmente o Dimetrodon), apesar de não serem classificados cientificamente como dinossauros e de nenhum deles ter a postura ereta dos membros posteriores, característica dos verdadeiros dinossauros. Os dinossauros foram os vertebrados terrestres dominantes do Mesozoico, especialmente os períodos Jurássico e Cretáceo. Outros grupos de animais eram restritos em tamanho e nichos; mamíferos, por exemplo, raramente excediam o tamanho de um gato doméstico e geralmente eram carnívoros, do tamanho de roedores de presas pequenas.
Os dinossauros sempre foram um grupo extremamente variado de animais; de acordo com um estudo de 2006, mais de 500 gêneros de dinossauros não aviários foram identificados com certeza até agora e o número total de gêneros preservados no registro fóssil foi estimado por volta de 1850, dos quais quase 75% ainda serão descobertos. Um estudo anterior previa que existiam 3 400 gêneros de dinossauros, incluindo muitos que não teriam sido preservados no registro fóssil. Em 17 de setembro de 2008, 1 047 espécies diferentes de dinossauros tinham sido nomeadas.
Em 2016, o número estimado de espécies de dinossauros que existiam na era Mesozoica foi estimado em 1 543 a 2 468. Alguns são herbívoros, outros carnívoros, incluindo comedores de sementes, comedores de peixes, insetívoros e onívoros. Embora os dinossauros fossem ancestralmente bípedes (assim como todos os pássaros modernos), algumas espécies pré-históricas eram quadrúpedes e outras, como o Anchisaurus e o iguanodonte, podiam andar com facilidade em duas ou quatro patas. Modificações cranianas como chifres e cristas são traços de dinossauros comuns e algumas espécies extintas possuíam armaduras ósseas. Embora conhecidos pelo tamanho grande, muitos dinossauros mesozoicos eram do tamanho de um humano ou menores, sendo que os pássaros modernos geralmente são pequenos em tamanho. Os dinossauros habitam hoje todos os continentes e os fósseis mostram que alcançaram tal distribuição global pelo menos no início do período Jurássico. Aves modernas habitam a maioria dos habitats disponíveis, de terrestres a marinhos, e há evidências de que alguns dinossauros não aviários (como o Microraptor) podiam voar ou pelo menos planar, e outros, como espinossaurídeos, tinham hábitos semiaquáticos.

### Características anatômicas notáveis
Embora descobertas recentes tenham dificultado a apresentação de uma lista universalmente aceita de características distintivas dos dinossauros, quase todos os dinossauros descobertos até agora compartilham certas modificações no esqueleto ancestral dos arcossauros, ou são descendentes claros de dinossauros mais antigos que apresentam essas modificações. Embora alguns grupos posteriores de dinossauros apresentassem outras versões modificadas dessas características, eles são considerados típicos para Dinosauria; os primeiros dinossauros os tinham e passavam para seus descendentes. Tais modificações, originadas no ancestral comum mais recente de um certo grupo taxonômico, são chamadas de sinapomorfias de tal grupo.
Uma avaliação detalhada das inter-relações dos dinossauros por Sterling Nesbitt confirmou ou encontrou as seguintes doze sinapomorfias não ambíguas, algumas anteriormente conhecidas:

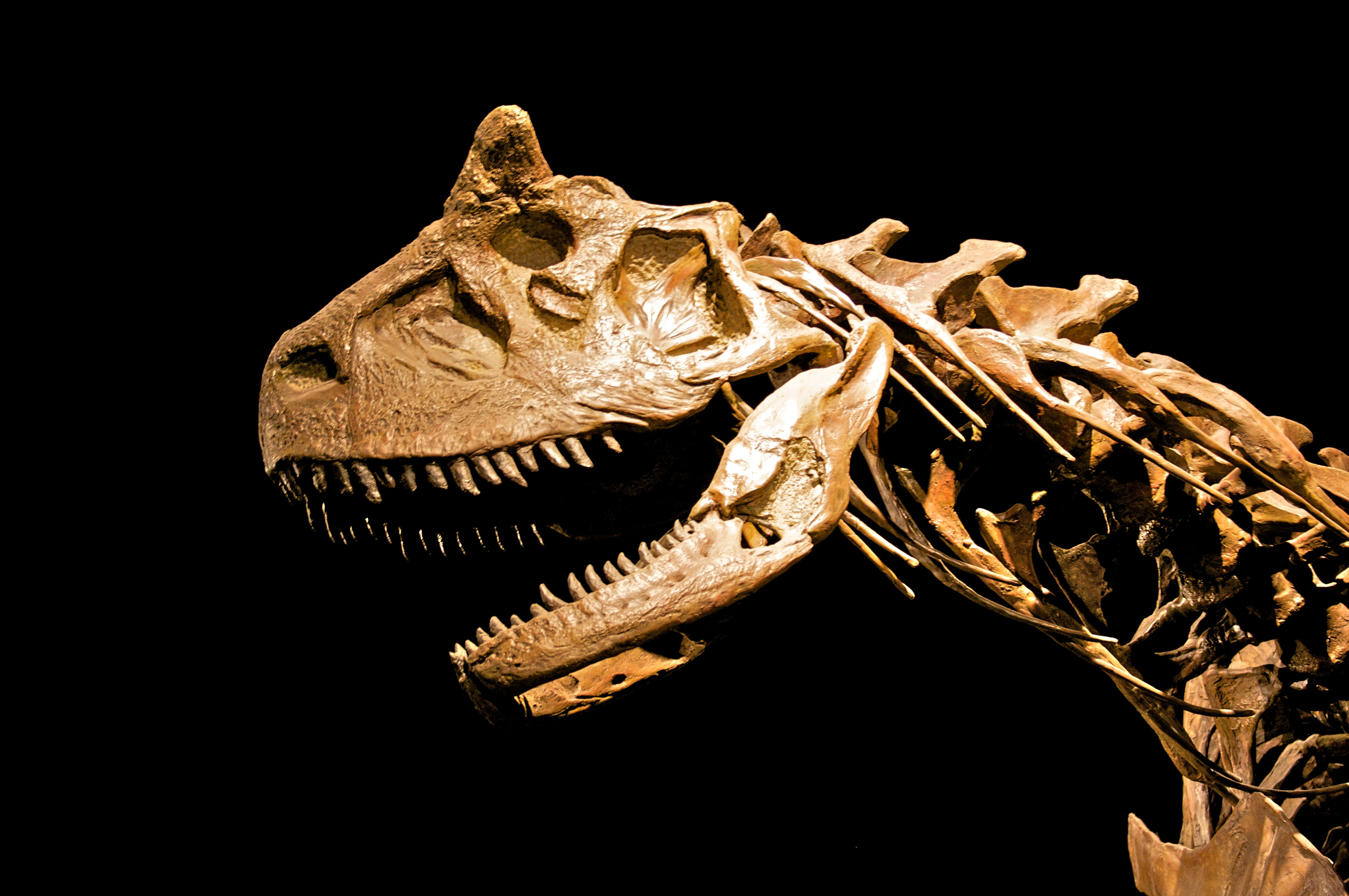
Vértebras cranianas e cervicais do abelissaurídeo terópode Carnotaurus com epífises claramente visíveis. Neste gênero, os epífofos são grandemente aumentados

- no crânio, uma fossa supratemporal (escavação) está presente em frente à fenestra supratemporal, a abertura principal no teto do crânio traseiro;
- epipofisos apontando indiretamente para trás nos cantos superiores traseiros, presentes nas vértebras cervicais anteriores (da frente) por trás do atlas e do áxis, as duas primeiras vértebras do pescoço;
- ápice da crista deltopeitoral (uma projeção na qual os músculos deltopeitorais se ligam) localizada em ou mais de 30% abaixo do comprimento do úmero (osso do braço);
- rádio, um osso do braço inferior, menor que 80% do comprimento do úmero;
- quarto trocanter (projeção onde o músculo caudofemoralis se fixa no eixo traseiro interno) no fêmur (osso da coxa) é uma flange afiada;
- quarto trocanter assimétrico, com margem distal, inferior, formando um ângulo mais acentuado em relação ao eixo;
- no astrágalo e no calcâneo, os ossos do tornozelo superior, a faceta articular proximal, a superfície de conexão superior, para a fíbula ocupa menos de 30% da largura transversal do elemento
- os ossos na parte de trás do crânio não se encontram ao longo da linha média no chão da cavidade endocraniana, o espaço interno da caixa craniana;
- na pélvis, as superfícies articulares proximais do ísquio com o ílio e o púbis são separadas por uma grande superfície côncava (na parte superior do ísquio, uma parte da articulação do quadril aberto está localizada entre os contatos com o osso púbis e ílio);
- A crista cnemial na tíbia (parte protuberante da superfície superior da tíbia) se arqueia anterolateralmente (curvas para a frente e para o lado externo);
- cume distanciado vertical presente na face posterior da extremidade distal da tíbia (a superfície posterior da extremidade inferior da tíbia);
- superfície articular côncava para a fíbula do calcâneo (a superfície superior do calcâneo, onde toca a fíbula, tem um perfil oco).

Nesbitt encontrou um número de novas sinapomorfias em potencial, e descontou algumas sinapomorfias previamente sugeridas. Alguns destes também estão presentes em silesaurídeos, que Nesbitt recuperou como grupo-irmão de Dinosauria, incluindo um grande trocanter anterior, metatarsos II e IV de comprimento sub-igual, contato reduzido entre ísquio e púbis, a presença de uma crista cnemial na tíbia e de um processo ascendente no astrágalo e muitos outros.

Diagrama de um crânio típico:
j: osso jugal, po: osso pós-orbital, p: osso parietal, sq: osso escamosal, q: osso quadrado, qj: osso quadradojugal

Uma variedade de outras características do esqueleto são compartilhadas pelos dinossauros. No entanto, por serem comuns a outros grupos de arcossauros ou não estarem presentes em todos os dinossauros primitivos, essas características não são consideradas sinapomorfias. Por exemplo, como diapsídeos, os dinossauros possuíam ancestralmente dois pares de fenestras temporais (aberturas no crânio por trás dos olhos) e, como membros do grupo diacósico Archosauria, tinham aberturas adicionais no focinho e na mandíbula inferior. Além disto, várias características que se pensava serem sinapomorfias agora são conhecidas por terem aparecido antes dos dinossauros, ou estavam ausentes nos primeiros dinossauros e evoluíram independentemente em diferentes grupos de dinossauros. Estas incluem uma escápula alongada ou omoplata; um sacro composto de três ou mais vértebras fundidas (três são encontradas em alguns outros arcossauros, mas apenas duas são encontradas em herrerassauros); e um acetábulo perfurado, ou encaixe do quadril, com um orifício no centro de sua superfície interna (como no Saturnalia, por exemplo). Outra dificuldade em determinar características distintamente dinossaurianas é que os primeiros dinossauros e outros arcossauros do final do Triássico são frequentemente pouco conhecidos e eram semelhantes em muitos aspectos; esses animais foram por vezes erroneamente identificados na literatura.

Articulações do quadril e posturas posteriores de: (da esquerda para a direita) répteis típicos (alastrando), dinossauros e mamíferos (eretos) e rauisuchianos (eretos)

Os dinossauros ficam com os membros posteriores eretos de uma maneira semelhante à maioria dos mamíferos modernos, mas distintos da maioria dos outros répteis, cujos membros estendem-se para os lados. Esta postura deve-se ao desenvolvimento de um recesso voltado para o lado da pelve (geralmente um encaixe aberto) e uma cabeça distinta voltada para dentro do fêmur. Sua postura ereta permitiu que os primeiros dinossauros respirassem com facilidade enquanto se moviam, o que provavelmente permitia níveis de resistência e atividade que superavam os de répteis "extensos". Membros eretos provavelmente também ajudaram na evolução do grande tamanho ao reduzir as tensões de flexão nos membros. Alguns arcossauros não dinossauros, incluindo rauisuchianos, também tinham membros eretos, mas conseguiram isso por uma configuração "pilar ereta" da articulação do quadril, onde em vez de ter uma projeção do fêmur inserido em um soquete no quadril, o osso pélvico superior era girado para formar um tipo de prateleira suspensa.

## História evolucionária

### Origem e evolução inicial

Diagrama da evolução dos dinossauros

Os dinossauros divergiram de seus ancestrais arcossauros entre o meio e o final do período Triássico, cerca de 20 milhões de anos após o evento de extinção do Permiano-Triássico ter eliminado estimados 95% de toda a vida na Terra. A datação radiométrica da formação rochosa que continha fósseis do antigo gênero Eoraptor, com 231,4 milhões de anos, estabelece sua presença no registro fóssil nesta época. Paleontólogos pensam que o Eoraptor se assemelha ao ancestral comum de todos os dinossauros; se isto for verdade, seus traços sugerem que os primeiros dinossauros eram pequenos predadores bípedes. A descoberta de ornitodiranos primitivos, semelhantes a dinossauros, como Marasuchus e Lagerpeton, em estratos argentinos do Triássico Médio, corrobora esta visão; a análise de fósseis recuperados sugere que estes animais eram de fato pequenos predadores bípedes. Os dinossauros podem ter surgido já há 243 milhões de anos, como evidenciado pelos restos do gênero Nyasassauro desse período, embora os fósseis conhecidos destes animais sejam fragmentários demais para dizer se são dinossauros propriamente ditos ou parentes muito próximos. Recentemente, foi determinado que o estauricossauro (Staurikosaurus spp.) da Formação Santa Maria, no Brasil, data de há 233,23 milhões de anos, tornando-o mais velho em idade geológica do que o Eoraptor.

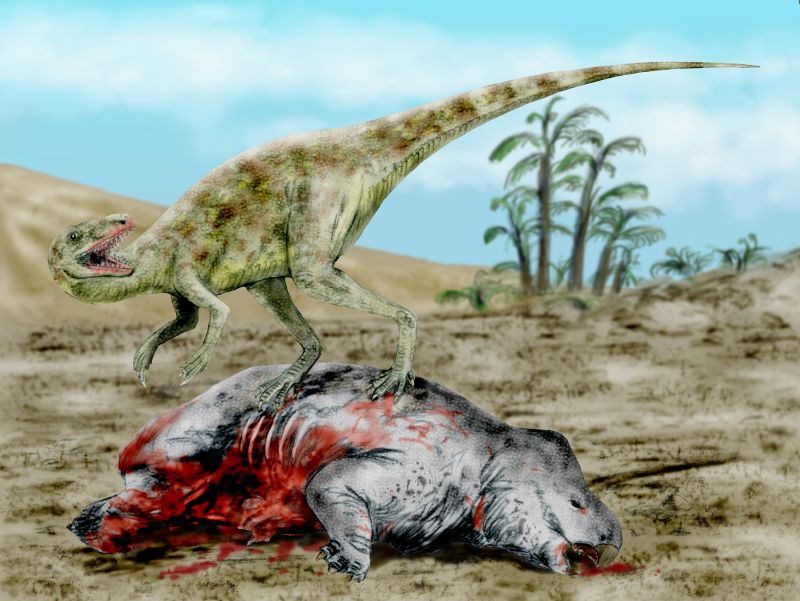
O Staurikosaurus é um dos mais antigos dinossauros conhecidos

Quando os dinossauros apareceram, eles não eram os animais terrestres dominantes. Os habitats terrestres foram ocupados por vários tipos de arcosauromorfos e terapsídeos, como cinodontes e rincossauros. Seus principais concorrentes eram os pseudosuchia, como aetossauros, ornithosuchidos e rauisuchianos, que tiveram mais sucesso que os dinossauros. A maioria destes outros animais foi extinta no Triássico, em um dos dois eventos. Primeiro, há cerca de 215 milhões de anos, uma variedade de arcossauromorfos basais, incluindo os protorossauros, foi extinta. Isto foi seguido pelo evento de extinção do Triássico-Jurássico (há cerca de 200 milhões de anos), que viu pôr fim à maioria dos outros grupos de primeiros arcossauros, como aetossauros, ornithosuchidos, phytossauros e rauisuchianos. Rincossauros e dicinodontes sobreviveram (pelo menos em algumas áreas) pelo menos até o Noriano tardio e o início do Reciano, respectivamente, sendo que a data exata de sua extinção é incerta. Dessas perdas restou uma fauna terrestre de crocodilomorfos, dinossauros, mamíferos, pterossauros e tartarugas. As primeiras linhagens dos primeiros dinossauros se diversificaram através dos andares Carniano e Noriano do Triássico, possivelmente ocupando os nichos dos grupos que foram extintos. Também notavelmente, houve uma elevada taxa de extinção durante o Evento Pluvial Carniano.

### Evolução e paleobiogeografia
A evolução dos dinossauros após o Triássico segue as mudanças na vegetação e na localização dos continentes. No final do Triássico e no início do Jurássico, os continentes estavam conectados como a única massa de terra chamada Pangeia e havia uma fauna de dinossauros em todo o mundo composta principalmente por carnívoros coelofsoides e herbívoros sauropodomorfos precoces. As plantas de gimnospermas (particularmente as coníferas), uma potencial fonte de alimento, irradiavam-se no final do Triássico. Os primeiros sauropodomorfos não tinham mecanismos sofisticados para processar alimentos na boca e devem ter empregado outros meios de decompor os alimentos ao longo do trato digestivo. A homogeneidade geral das faunas dos dinossauros continuou no meio e no final do Jurássico, onde a maioria das localidades tinha predadores consistindo de ceratossaurianos, megalossauroides e carnossauros, e herbívoros, que consistiam de ornitísquios estegossauros e grandes saurópodes. Exemplos disto incluem a Formação Morrison da América do Norte e a Formação Tendaguru da Tanzânia. Os dinossauros na China mostram algumas diferenças, com terópodes sinraptorídeos especializados e saurópodes incomuns de pescoço longo, como o mamenchissauro (Mamenchisaurus spp.). Anquilossauros e ornitópodes também estavam se tornando mais comuns, mas prossaurópodes tinham sido extintos. Coníferas e pteridófitas eram as plantas mais comuns. Os saurópodes, como os prossaurópodes anteriores, não eram processadores orais, mas os ornitísquios estavam desenvolvendo vários meios de lidar com alimentos, incluindo potenciais órgãos semelhantes a bochechas para manter os alimentos na boca e movimentos mandibulares para moer alimentos. Outro evento evolutivo notável do Jurássico foi o aparecimento de aves verdadeiras, descendentes de coelurossaurídeos maniraptorianos.

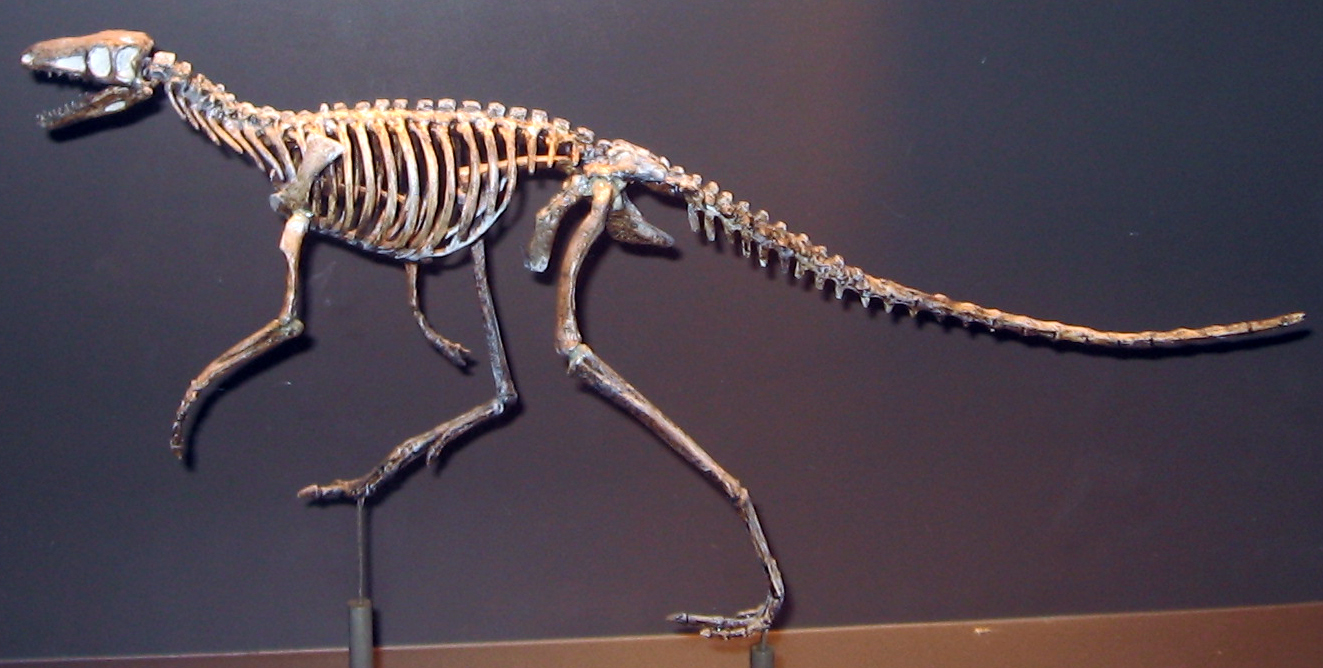
Esqueleto de Marasuchus lilloensis, um ornithodiran parecido com um dinossauro

No início do Cretáceo e com a fragmentação da Pangea, os dinossauros estavam se tornando fortemente diferenciados. A primeira parte deste período viu a disseminação de anquilossauros, iguanodontes e braquiossaurídeos pela Europa, América do Norte e Norte da África. Estes foram posteriormente suplementados ou substituídos na África por grandes terópodes espinossaurídeos e carcharodontossaurídeos, além de saurópodes rebbachisaurídeos e titanossaurídeos, também encontrados na América do Sul. Na Ásia, os coelurossauros maniraptorianos, como os dromeossaurídeos, troodontídeos e oviraptorossauros, tornaram-se os terópodes comuns, e os anquilossaurídeos e os primeiros ceratópsios, como o psitacossauro (Psittacosaurus mongoliensis), tornaram-se herbívoros importantes. Enquanto isto, a Austrália era o lar de uma fauna de anquilossauros basais, hipsilopodontes e iguanodontes. Os estegossauros parecem ter sido extintos em algum momento no início do Cretáceo. Uma grande mudança no início deste período, que seria ampliada no final do Cretáceo, foi a evolução das plantas com flores. Ao mesmo tempo, vários grupos de dinossauros herbívoros desenvolveram maneiras mais sofisticadas de processar alimentos por via oral. Os ceratópsios desenvolveram um método de cortar com os dentes empilhados uns sobre os outros e iguanodontes refinaram um método de moagem com fileiras de dentes, o que foi levado ao seu extremo nos hadrosaurídeos. Alguns saurópodes também desenvolveram fileiras dentárias, melhor exemplificadas pelo Nigersaurus.

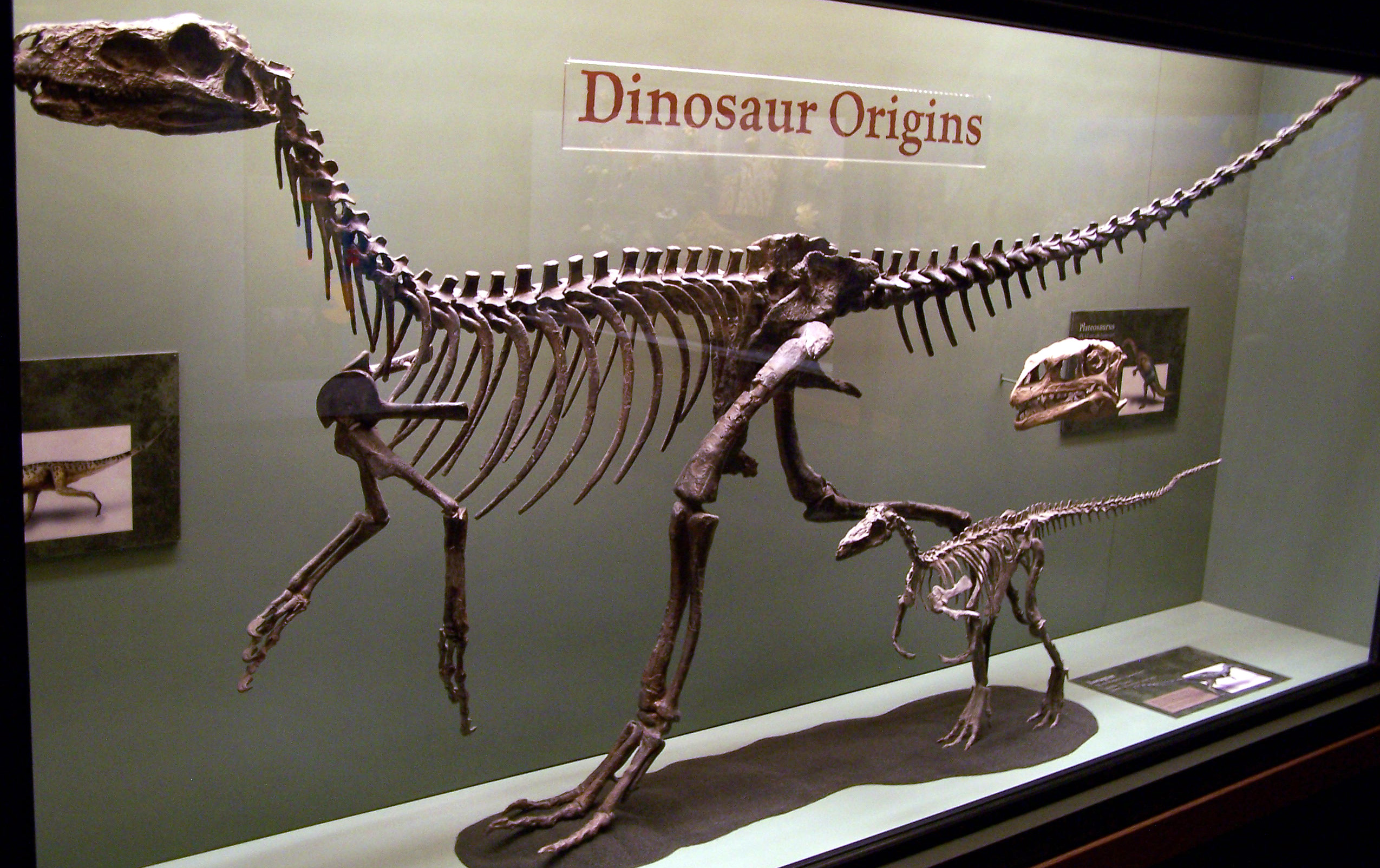
As primeiras formas herrerassauro (Herrerasaurus ischigualastensis, o animal maior), Eoraptor (pequena) e um crânio de plateossauro (Plateosaurus spp.)

Havia três faunas de dinossauros em geral no final do Cretáceo. Nos continentes da América do Norte e Ásia, os principais terópodes eram tiranossaurídeos e vários tipos de terópodes maniraptorianos menores, com um agrupamento de herbívoros predominantemente ornitisquiano de hadrossaurídeos, ceratópsios, anquilossaurídeos e paquicefalossaurídeos. Nos continentes do sul que compunham o Gondwana, agora em fragmentação, os abelisaurídeos eram os terópodes comuns e os saurópodes titanossaurianos, os herbívoros comuns. Finalmente, na Europa, os dromaeossaurídeos, os iguanodontídeos rabdodontídeos, os anquilossaurígenos nodossaurídeos e os saurópodes titanossaurídeos foram predominantes. As plantas floridas irradiavam muito, com as primeiras gramíneas aparecendo no final do Cretáceo. Os terópodos também irradiavam como herbívoros ou onívoros, com os terizinossaurianos e os ornitomimosaurianos se tornando comuns.
O evento de extinção do Cretáceo-Paleogeno, ocorrido há aproximadamente 66 milhões de anos no final do período Cretáceo, causou a extinção de todos os grupos de dinossauros, com exceção dos pássaros neornitinos. Alguns outros grupos de diapsídeos, como crocodilianos, sebecosuchianos, tartarugas, lagartos, cobras, esfodontanos e coristoderanos, também sobreviveram ao evento.
As linhagens sobreviventes de aves neornitinas, incluindo os ancestrais das ratites, patos e galinhas, e uma variedade de aves aquáticas, diversificaram-se rapidamente no início do período Paleogênico, entrando em nichos ecológicos deixados vagos pela extinção de grupos de dinossauros do Mesozoico, como as arborícolas enantiornitinas, as aquáticas hesperornitiformes e até os terópodes terrestres maiores (na forma de Gastornis, Eogruidae, Bathornithidae, Geranoididae, Dromornithidae e "aves do terror"). É frequentemente citado que os mamíferos competiam com as neornitinas pela dominância da maioria dos nichos terrestres, mas muitos desses grupos coexistiam com faunas ricas de mamíferos durante a maior parte do Cenozoico. Aves de terror e bathornithidos ocuparam corporações carnívoras juntamente com mamíferos predadores e as ratites ainda são bastante bem-sucedidas como herbívoros de tamanho médio; os eogruiidos duraram da mesma forma do Eoceno ao Plioceno, apenas se extinguindo muito recentemente, após mais de vinte milhões de anos de coexistência com muitos grupos de mamíferos.

## Classificação
Os dinossauros pertencem a um grupo conhecido como arcossauros, que também inclui os crocodilianos modernos. Dentro deste grupo, os dinossauros são diferenciados mais notavelmente por sua marcha: pernas de dinossauros se estendem diretamente abaixo do corpo, enquanto as pernas de lagartos e crocodilos se espalham para os lados.
Coletivamente, os dinossauros como um clado são divididos em dois ramos primários, Saurischia e Ornithischia. Saurischia inclui aqueles que compartilham um ancestral comum mais recente com as aves do que com os Ornithischia, enquanto os Ornithischia incluem todos que compartilham um ancestral comum mais recente com Triceratops do que com os Saurischia. Anatomicamente, esses dois grupos podem ser distinguidos mais notavelmente por sua estrutura pélvica. Os primeiros saurísquios ("ancas de lagartos", do grego sauros (σαῦρος), que significa "lagarto", e ischion (ἰσχίον), que significa "articulação do quadril") mantiveram a estrutura do quadril de seus ancestrais, com um osso púbico dirigido cranialmente ou para frente. Esta forma básica foi modificada pela rotação do púbis para trás em graus variados em vários grupos (herrerassauros, terizinossauroides, dromeossaurídeos e aves). Saurischia inclui os terópodes (exclusivamente bípedes e com uma ampla variedade de dietas) e os sauropodomorfos (herbívoros de pescoço longo que incluem grupos de quadrúpedes avançados).
Em contraste, os ornitísquios ("ancas de pássaros", do grego ornitheios (ὀρνίθειος), que significa "de um pássaro", e ischion (ἰσχίον), que significa "quadril") tinham uma pélvis que se assemelhava superficialmente à pélvis de um pássaro: o osso púbico era orientado caudalmente (apontando para trás). Ao contrário dos pássaros, o púbis ornitisquiano também costuma ter um processo adicional de avanço. Ornithischia inclui uma variedade de espécies que eram principalmente herbívoras.

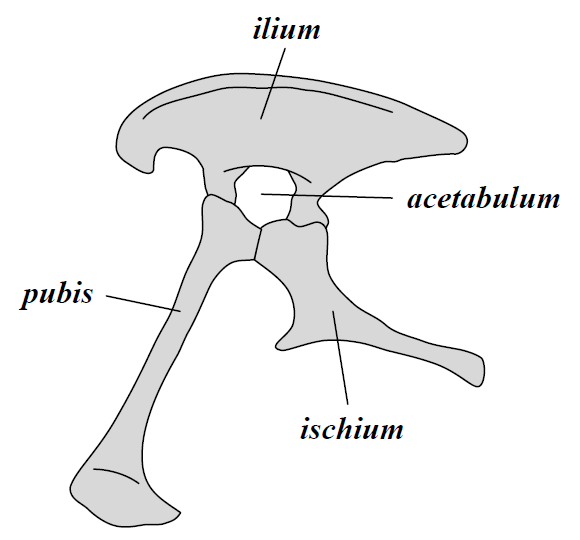
Estrutura da pelve dos saurísquios (lado esquerdo)
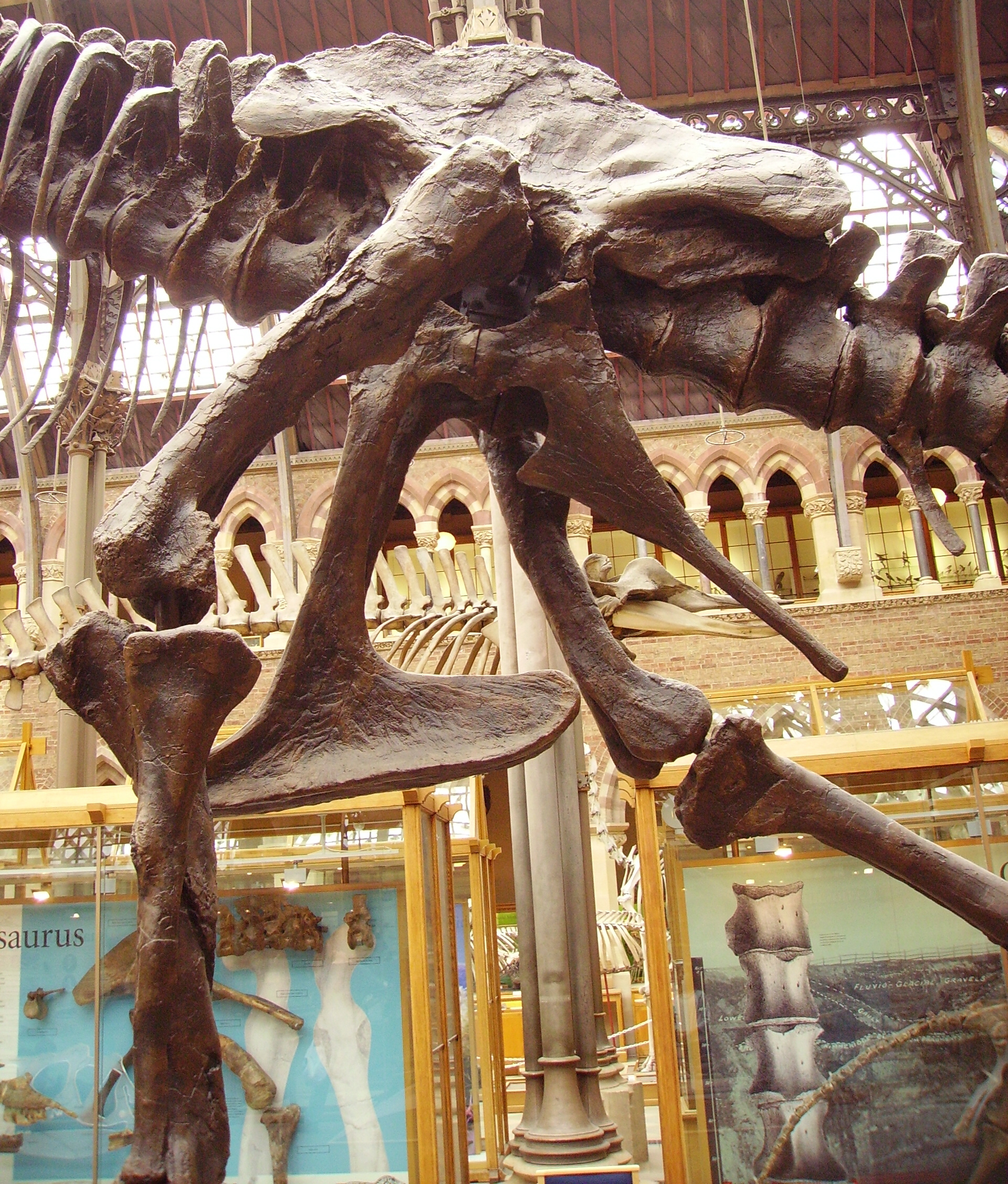
Pelve de tiranossauro, mostrando estrutura saurísquia (lado esquerdo)
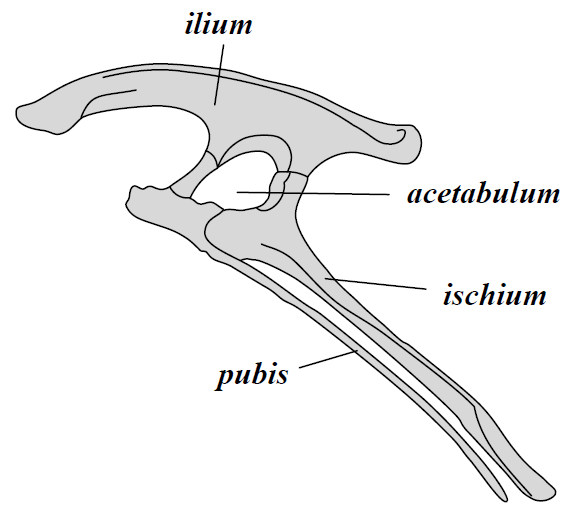
Pelve de um ornitísquio (lado esquerdo)
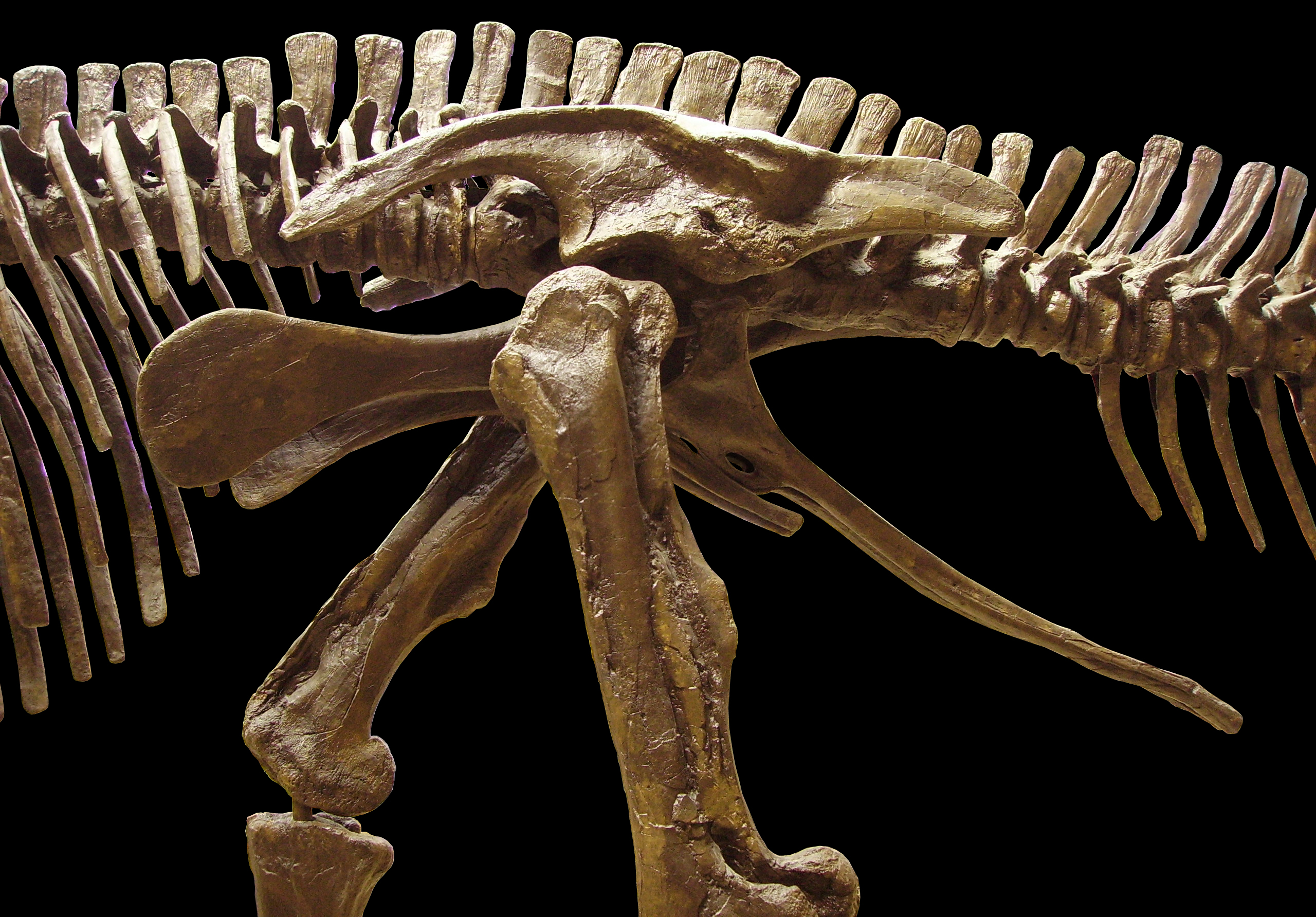
Pelve de edmontossauro, mostrando estrutura ornitísquia (lado esquerdo)

### Taxonomia
O clado Dinosauria é tradicionalmente subdividido em duas ordens de acordo com a estrutura da pélvis e algumas outras características anatômicas. A classificação a seguir é baseada nas relações evolutivas dos grupos de dinossauros, e organizada a partir da lista de espécies mesozoicas de dinossauros de Holtz (2007). A cruz (†) simboliza táxons extintos.
- Dinosauria

- - Saurischia ("quadril de lagarto"; inclui Theropoda e Sauropodomorpha)
    - †Herrerasauria (carnívoros bípedes primitivos, inclui o herrerassauro [Herrerasaurus ischigualastensis] e parentes próximos; extintos no Triássico Superior)

-   - Theropoda (todos bípedes; maioria carnívora)

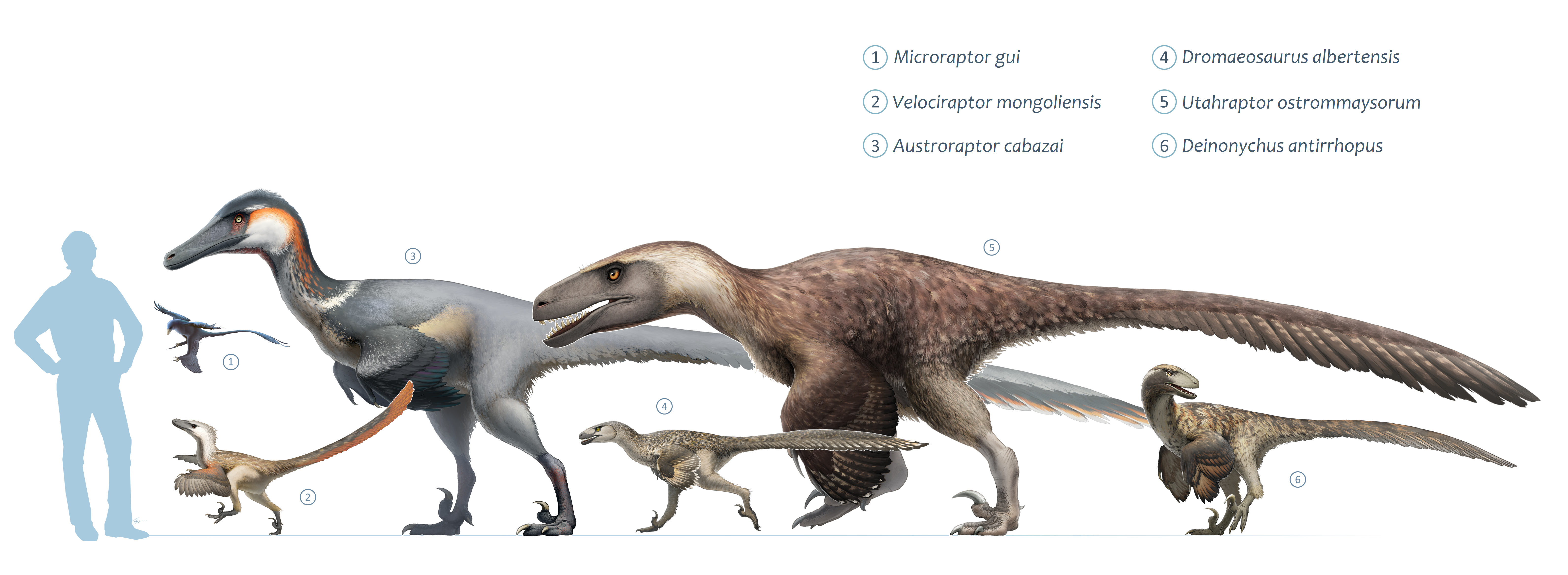
Impressão artística de seis terópodes dromeossaurídeos (da esquerda para a direita): Microraptor, Velociraptor, Austroraptor, Dromaeosaurus, Utahraptor e Deinonychus

-   - †Coelophysoidea (pequenos terópodes primitivos; inclui o celófise [Coelophysis bauri] e parentes próximos; extintos no Jurássico Inferior)
  - †Dilophosauridae (terópodes carnívoros primitivos com cristas; inclui o dilofossauro [Dilophosaurus wetherilli] e parentes próximos; extintos no final do Jurássico Inferior)
  - †Ceratosauria (normalmente possuíam chifres e/ou outras estruturas faciais elaboradas)

-   - †Ceratosauridae (Um grupo de Ceratosauria, inclui o ceratossauro [Ceratosaurus nasicornis] do final do Jurássico; existiram na América do Norte e do Sul e possivelmente até na África durante o Jurássico e Cretáceo Inferior)
  - †Abelisauroidea (Um grupo de Ceratossauria que inclui os carnívoros de grande porte Abelisauridae, como o carnotauro [Carnotaurus sastrei], e os de pequeno porte Noasauridae, como o Masiakasaurus knopfleri, ambos animais do final do Cretáceo. Foram os carnívoros dominantes no hemisfério sul no final do Cretáceo e foram extintos na extinção K-Pg)

-   - Tetanurae ("caudas rígidas"; inclui a maioria dos terópodes)

-   - †Megalosauroidea (grandes carnívoros, incluindo o megalossauro [Megalosaurus bucklandii] e os espinossaurídeos semiaquáticos, como o espinossauro [Spinosaurus aegyptiacus])
  - †Carnosauria (carnívoros de grande porte, inclui o alossauro (Allosaurus fragillis) do Jurássico Superior, e parentes próximos, como o mapussauro[Mapusaurus roseae], do Cretáceo Superior; foram extintos na idade Turoniana do Cretáceo Superior, muito antes da extinção K-Pg)
  - †?Megaraptora (terópodes com grandes garras nas mãos, inclui o Maip macrothorax, extintos na extinção K-Pg)
  - Coelurosauria (terópodes emplumados, com uma grande diversidade de tamanhos e de dietas)

-   - †Tyrannosauridae (incluia o tiranossauro [Tyrannosaurus rex] e parentes próximos; possuíam braços muito reduzidos, extintos durante a extinção K-Pg)
  - †Compsognathidae (celurossauros de pequeno porte comuns e com braços reduzidos; extintos no Cretáceo Inferior)
  - †Ornithomimosauria ("imitações de avestruz"; maioria desdentada; incluía o ornitomimo [Ornithomimus velox] e parentes próximos, eram herbívoros e onívoros, extintos na extinção K-Pg)
  - Maniraptora ("ladrões com mãos"; possuem braços e dedos finos e longos)

-   - †Alvarezsauroidea (pequenos insetívoros com braços atrofiados, cada um com uma garra grande, incluía o Mononykus olecranus, extintos na extinção K-pg)
  - †Therizinosauria (herbívoros bípedes com grandes garras nas mãos e cabeças pequenas, incluía o terizinossauro [Therizinosaurus cheloniformis], extintos na extinção K-Pg)
  - †Oviraptorosauria (maioria desdentada; incluía o oviráptor [Oviraptor philoceratops], dieta e estilo de vida dos animais deste grupo são controversos, extintos na extinção K-Pg)
  - †Scansoriopterygidae (pequenos terópodes arborícolas do Jurássico com o terceiro dedo alongado)
  - †Deinonychosauria (de pequeno ou médio porte; extremamente parecidos com pássaros, e com garras distintivas em forma de foice, uma em cada pé, inclui o velocirraptor [Velociraptor mongoliensis], extintos na extinção K-Pg)
  - †Troodontidae(terópodes pequenos e gráceis, considerado o grupo de dinossauros não-avianos mais inteligente, inclui o gênero Stenonychosaurus, extintos na extinção K-Pg)
  - Avialae (pássaros modernos e extintos)

-   - †Archaeopterygidae (pequenos terópodes alados do Jurássico, possivelmente pássaros, inclui o arqueoptérix ou urvogel (Archaeopteryx lithographica)
  - †Omnivoropterygidae (grandes pássaros primitivos de cauda curta)
  - †Confuciusornithidae (pequenos pássaros desdentados, inclui Changchengornis hengdaoziensis, extintos no Cretáceo Inferior)
  - †Enantiornithes (pássaros arborícolas voadores, extintos na extinção K-Pg)
  - Euornithes (pássaros voadores avançados)

-   - †Yanornithiformes (pássaros dentados da China do Cretáceo)
  - †Hesperornithes (pássaros especializados de hábitos aquáticos)
  - Aves (aves modernas, de bico)

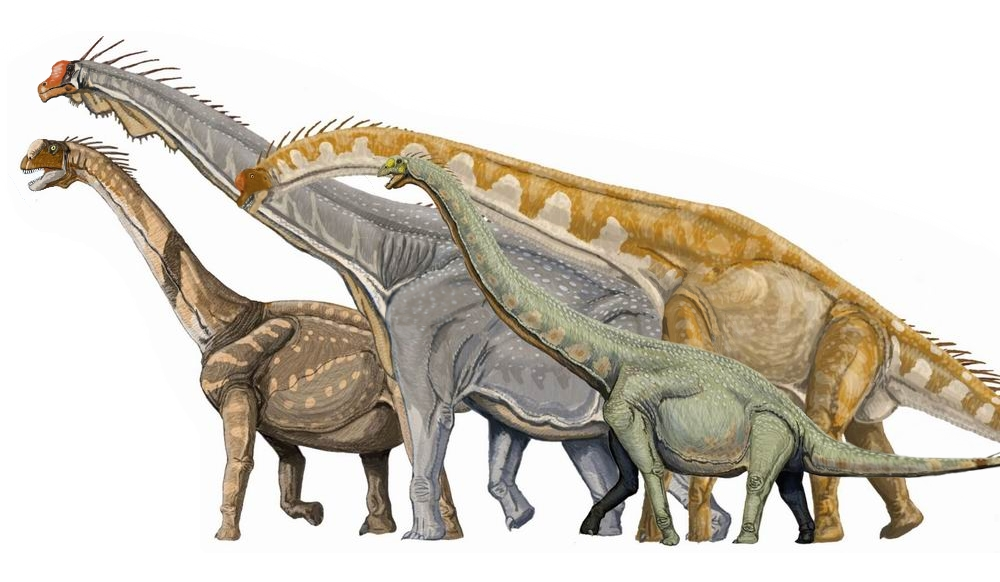
Impressão artística de quatro saurópodes macronários (da esquerda para a direita): Camarasaurus, Brachiosaurus, Giraffatitan e Euhelopus

-   - †Sauropodomorpha (herbívoros com pequenas cabeças, e pescoços e caudas longos)

-   - †Guaibasauridae (pequenos sauropodomorfos onívoros primitivos)
  - †Plateosauridae ("prossaurópodes" primitivos e estritamente bípedes)
  - †Riojasauridae (pequenos sauropodomorfos primitivos)
  - †Massospondylidae (pequenos sauropodomorfos primitivos)
  - †Sauropoda (enormes e pesados, normalmente com mais de 15 m de comprimento; quadrúpedes)

-   - †Vulcanodontidae (saurópodes primitivos com membros lembrando colunas)
  - †Eusauropoda ("saurópodes verdadeiros")

-   - †Cetiosauridae ("lagartos-baleia")
  - †Turiasauria (grupo de saurópodes europeus do Jurássico e Cretáceo)
  - †Neosauropoda ("novos saurópodes")

-   - †Diplodocoidea (crânios e caudas alongados; dentes normalmente estreitos e com forma de lápis)
  - †Macronaria (crânios largos; dentes com forma de lápis ou colher)

-   - †Brachiosauridae (macronários de braços e pescoços longos)
  - †Titanosauria (grupo diverso; robustos, com quadris largos; mais comuns no Cretáceo Superior nos continentes do Sul)

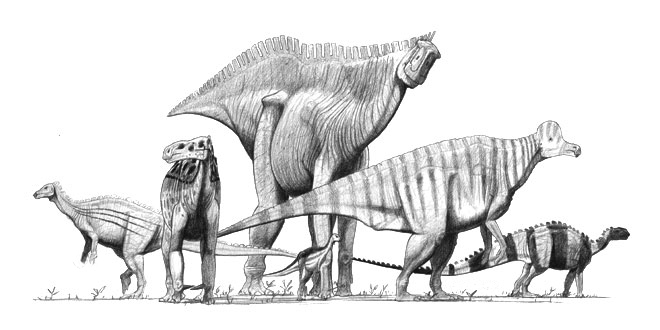
Restauração de seis ornitópodes: Camptossauro, Iguanodon, Shantungossauro, Dryosaurus, Corythosaurus e Tenontosaurus

- - †Ornithischia ("quadril de pássaro"; grupo diverso de herbívoros bípedes e quadrúpedes)
    - †Heterodontosauridae (pequenos ornitísquios herbívoros ou onívoros com dentes caninos)
    - †Thyreophora (dinossauros de armadura; maioria quadrúpede)

-   - †Ankylosauria (escudos como armadura primária; alguns tinham porretes na ponta da cauda)
  - †Stegosauria (esporões e placas como armadura primária)

-   - †Neornithischia ("novos ornitísquios")

-   - †Ornithopoda (tamanho variado; bípedes e quadrúpedes; evoluíram um método de mastigar usando a flexibilidade do crânio e numerosos dentes)
  - †Marginocephalia (caracterizados pelo crânio bem desenvolvido)

-   - †Pachycephalosauria (bípedes com crânios com domos ou protuberâncias)
  - †Ceratopsia (quadrúpedes com escudos no crânio; muitos tinham chifres)

## Biologia
O conhecimento sobre os dinossauros é derivado de uma variedade de registros fósseis e não fósseis, incluindo ossos, fezes (quando fossilizadas são chamadas de coprólitos) e pegadas fossilizadas, gastrólito e penas, impressões de pele, órgãos internos e tecidos moles. Muitos campos de estudo contribuem para nossa compreensão sobre dinossauros, incluindo a física (especialmente a biomecânica), a química e a biologia, bem como as ciências da terra (da qual a paleontologia é uma subdisciplina). Dois temas em particular têm sido de interesse nos estudo sobre os dinossauros: seu tamanho e seu comportamento.

### Tamanho

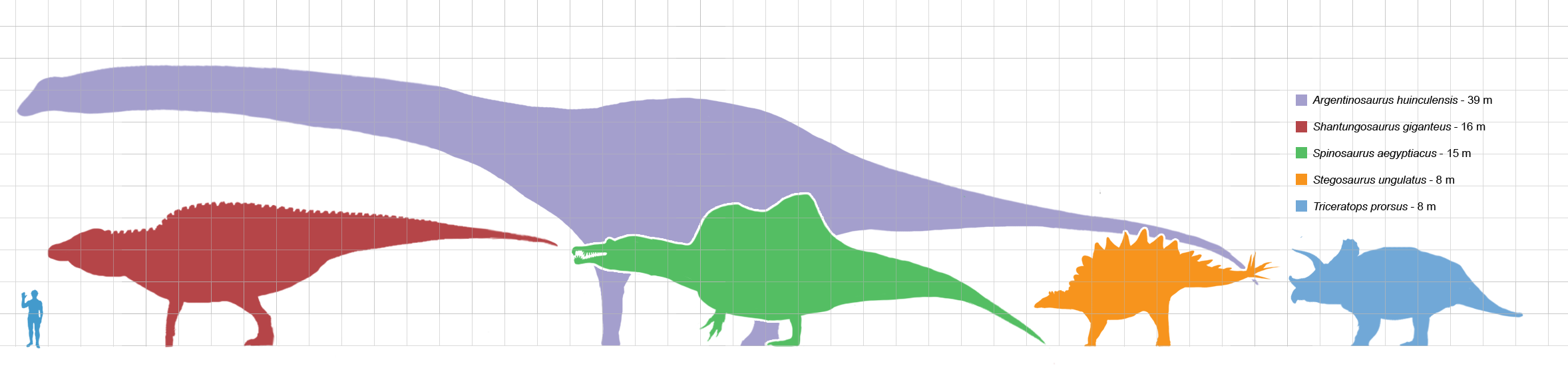
Escala comparando os maiores dinossauros conhecidos de certos grupos: Shantungosaurus (Ornithopoda), Argentinosaurus (Sauropodomorpha), Spinosaurus (Theropoda), Stegosaurus (Thyreophora) e Triceratops (Marginocephalia)

A evidência atual sugere que o tamanho médio dos dinossauros variou no Triássico, Jurássico inferior, Jurássico Superior e no Cretáceo. Os terópodes, quando classificados por peso estimado em categorias baseadas na ordem de magnitude, têm na maioria das vezes 100-1 000 kg, enquanto predadores carnívoros do Holoceno tinham no máximo 100 kg. O modo de massas do corpo de dinossauro era entre uma e dez toneladas. Isso contrasta fortemente com o tamanho dos mamíferos no período Cenozoico, estimados pelo Museu Nacional de História Natural em 2 a 5 kg.
Os saurópodes eram os maiores e mais pesados dos dinossauros. Durante grande parte da era dos dinossauros, os menores saurópodes eram maiores do que qualquer outra espécie em seu habitat. Em termos de ordem de magnitude, estes animais são maiores do que qualquer outra coisa que, desde então, caminhou pela Terra. Os mamíferos gigantes pré-históricos, como o Paraceratherium e o elefante-de-presas-retas-asiático foram ínfimos diante dos saurópodes gigantes. Apenas um punhado de animais aquáticos modernos podem aproximar-se ou superá-los em tamanho. Existem várias vantagens seletivas propostas para o grande tamanho dos saurópodes, incluindo a proteção, a redução de predadores em potencial, o uso de energia e a longevidade, mas pode ser que a vantagem mais importante fosse dietética. Animais de grande porte são mais eficientes na digestão de pequenos animais, porque a comida passa mais tempo em seus sistemas digestivos. Isso também lhes permite subsistir com alimentos com menor valor nutritivo do que os animais menores. Restos de saurópodes são encontrados principalmente em formações rochosas interpretadas como secas ou sazonalmente secas, e a capacidade de comer grandes quantidades de nutrientes de baixo valor nutritivo teria sido vantajosa em tais ambientes.

#### Maiores e menores
Os cientistas provavelmente nunca estarão certos dos maiores e menores dinossauros que já existiram. Isso ocorre porque apenas uma pequena porcentagem de animais fossiliza e a maioria deles permanece enterrada na terra. Poucos dos espécimes que são recuperados são esqueletos completos e impressões de pele e outros tecidos moles são raras. Reconstruir um esqueleto completo, comparando o tamanho e a morfologia dos ossos com os de espécies semelhantes e mais conhecidas, é uma arte inexata e reconstruir os músculos e outros órgãos do animal vivo é, na melhor das hipóteses, um processo de adivinhação instruída.

Tamanho comparativo do Argentinosaurus ao humano médio

O dinossauro mais alto e mais pesado, conhecido por bons esqueletos, é o Giraffatitan brancai (anteriormente classificado como espécie de Brachiosaurus). Seus restos mortais foram descobertos na Tanzânia entre 1907 e 1912. Os ossos de vários indivíduos de tamanho similar foram incorporados ao esqueleto agora montado e exposto no Museum für Naturkunde em Berlim; tem 12 metros de altura, 21,8-22,5 metros de comprimento e teria pertencido a um animal que pesava entre 30 000 e 60 000 kg. O maior dinossauro completo é o Diplodocus de 27 metros de comprimento que foi descoberto em Wyoming, nos Estados Unidos, e exibido no Carnegie Natural History Museum de Pittsburgh desde 1907. O dinossauro mais longo conhecido é o Patagotitan: o esqueleto do Museu Americano de História Natural tem 37 metros de comprimento. O Museu Carmen Funes, no entanto, tem um esqueleto reconstruído de Argentinosaurus com 39,7 metros de comprimento.
Havia dinossauros maiores, mas o conhecimento sobre eles é baseado inteiramente em um pequeno número de fósseis fragmentados. A maioria dos maiores espécimes herbívoros registrados foi descoberta na década de 1970 ou posteriormente e incluem o massivo Argentinosaurus, que pode ter pesado entre 80 000 e 100 000 kg e atingido 30-40 metros de comprimento; alguns dos mais longos foram o Diplodocus hallorum, de 33,5 metros de comprimento (anteriormente Seismosaurus), o Supersaurus, de 33-34 metros de comprimento, e o Patagotitan, de 37 metros de comprimento; o mais alto era o Sauroposeidon, com 18 metros de altura, um ser vivo que conseguiria chegar na janela do sexto andar de um edifício.
O dinossauro mais pesado e mais longo pode ter sido o Amphicoelias fragillimus, conhecido apenas a partir de um arco neural vertebral parcial agora perdido, descrito em 1878. A partir da ilustração deste osso, o animal pode ter tido 58 metros de comprimento e ter pesado 122,4 toneladas. No entanto, como nenhuma evidência adicional de saurópodes deste tamanho foi encontrada e como o descobridor, Edward Cope, já havia cometido erros tipográficos antes, é provável que tenha sido uma superestimativa extrema.
O maior dinossauro carnívoro era o Espinossauro, com comprimento de 12,6 a 18 metros e peso de 7 a 20,9 toneladas. Outros grandes terópodes carnívoros incluíam Giganotossauro, Carcharodontossauro e Tiranossauro. Therizinosaurus e Deinocheirus estavam entre os mais altos dos terópodes. O maior dinossauro ornithischiano foi provavelmente o hadrosaurídeo Shantungossauro, que media 16 metros e pesava cerca de treze toneladas.
O menor dinossauro conhecido é o beija-flor de abelhas, com um comprimento de apenas 5 cm e massa de cerca de 1,8 g. Os menores dinossauros não aviários conhecidos eram do tamanho de pombos e eram os terópodes mais intimamente relacionados às aves. Por exemplo, o Anchiornis huxleyi é atualmente o menor dinossauro não aviário descrito a partir de uma amostra adulta, com um peso estimado de 110 gramas e um comprimento total do esqueleto de 34 cm. Os menores dinossauros herbívoros não aviários incluíam o Microceratus e o Wannanosaurus, ambos com cerca de 60 cm de comprimento.

### Comportamento

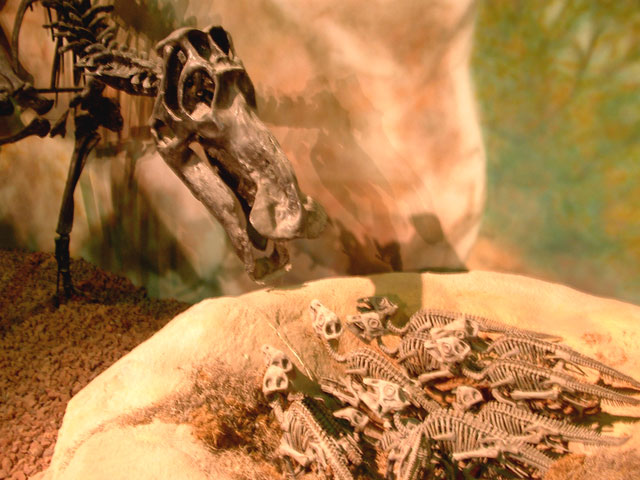
Um local de nidificação do hadrossauro Maiasaura peeblesorum, descoberto em 1978

Muitas aves modernas são altamente sociais, muitas vezes encontradas vivendo em bandos. Há um consenso geral de que alguns comportamentos que são comuns em aves, bem como em crocodilos (parentes vivos mais próximos dos pássaros), também eram comuns entre os grupos de dinossauros extintos. Interpretações de comportamento em espécies fósseis são geralmente baseadas na posição de esqueletos e seu habitat, simulações computadorizadas de sua biomecânica e comparações com animais modernos em nichos ecológicos semelhantes.
A primeira evidência potencial de grandes manadas como um comportamento comum a muitos grupos de dinossauros além das aves foi a descoberta em 1878 de 31 Iguanodon bernissartensis, ornitísquios que se acredita terem perecido juntos em Bernissart, na Bélgica, depois que caíram em um cenote profundo alagado e se afogaram. Outros locais de morte em massa foram descobertos posteriormente. Tais achados, juntamente com múltiplos rastros, sugerem que o comportamento gregário era comum em muitas espécies antigas de dinossauros. Pistas de centenas ou mesmo milhares de herbívoros indicam que os hadrossaurídeos podem ter se movido em manadas, como o bisão americano ou a cabra-de-leque africana. O rastro de saurópodes documenta que estes animais viajavam em grupos compostos de várias espécies diferentes, pelo menos em Oxfordshire, Inglaterra, Reino Unido, embora não haja evidência de estruturas específicas de rebanho. A congregação em rebanhos pode ter evoluído por vários motivos, como defesa, fins migratórios ou fornecimento de proteção aos indivíduos mais jovens. Há evidências de que muitos tipos de dinossauros de crescimento lento, incluindo vários terópodes, saurópodes, ankylossaurianos, ornitópodes e ceratópsios, formavam agregações de vários indivíduos imaturos. Um exemplo é um sítio arqueológico na Mongólia Interior, China, que tem restos de mais de 20 Sinornithomimus, de um a sete anos de idade. Essa reunião é interpretada como um grupo social preso na lama. A interpretação dos dinossauros como gregários também se estendeu à descrição de terópodes carnívoros como caçadores em bando, trabalhando juntos para derrubar presas maiores. No entanto, esse estilo de vida é incomum entre os pássaros modernos, crocodilos e outros répteis, sendo que as evidências tafonômicas que sugerem a caça em grupos, como a de mamíferos, em terópodes como Deinonychus e Allosaurus, também podem ser interpretadas como resultados de disputas fatais entre animais por alimentação, como é visto em muitos predadores diapsídeos modernos.

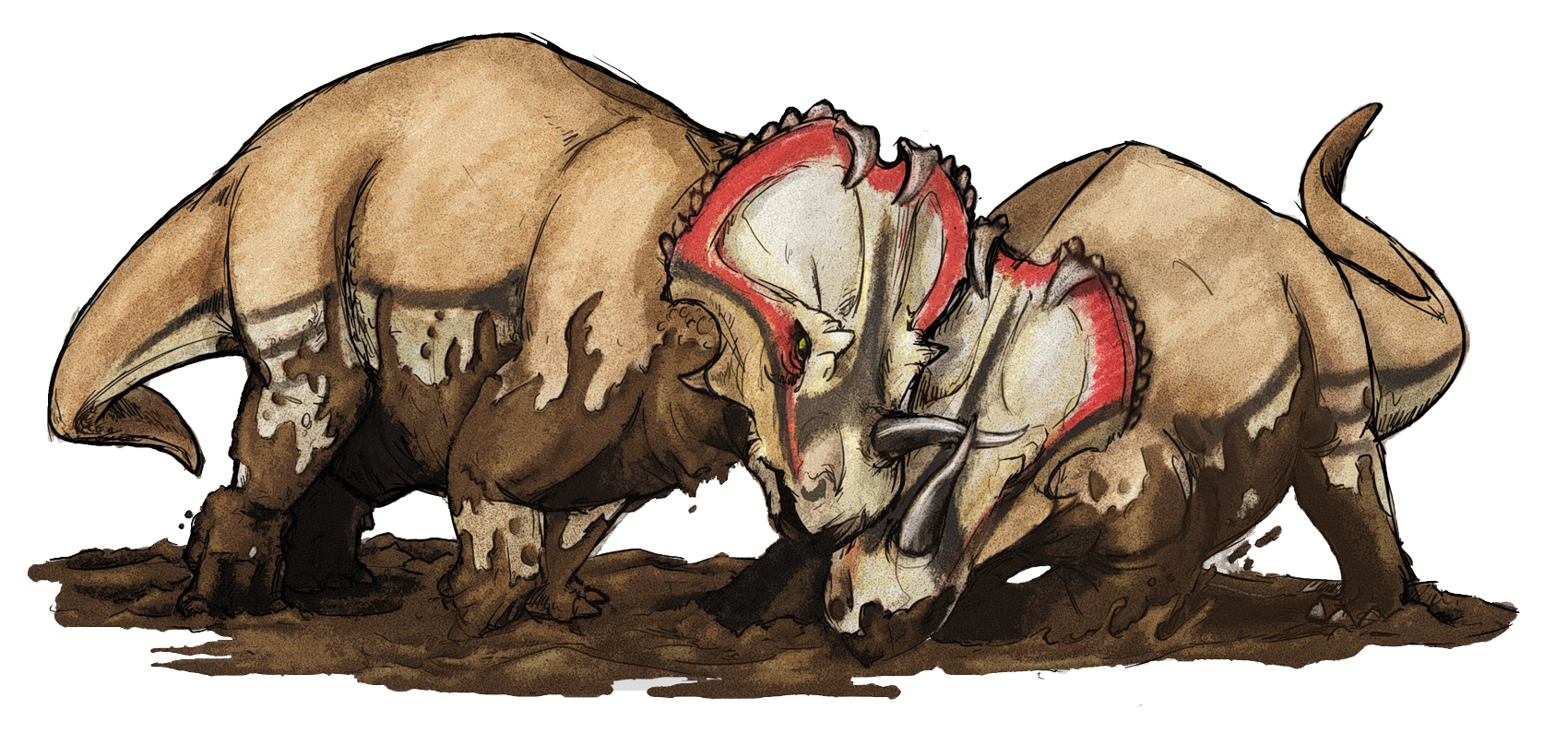
Representação artística de dois Centrosaurus apertus envolvidos em combate intra-específico

As cristas de alguns dinossauros, como os marginocéfalos, terópodes e lambeossauros, podem ter sido muito frágeis para serem usadas na defesa e, portanto, provavelmente eram usadas para exibições sexuais ou agressivas, embora pouco se saiba sobre o acasalamento e o territorialismo dos dinossauros. Lesões na cabeça causadas por mordidas sugerem que pelo menos os terópodes se envolviam em confrontos agressivos ativos.
Do ponto de vista comportamental, um dos mais valiosos fósseis de dinossauros foi descoberto no deserto de Gobi em 1971. Ele incluía um Velociraptor atacando um Protoceratops, o que forneceu evidências de que os dinossauros de fato atacavam uns aos outros. Uma evidência adicional de ataques a presas vivas é a cauda parcialmente curada de um Edmontossauro, um dinossauro hadrossauro; a cauda foi danificada de tal forma que mostra que o animal foi mordido por um tiranossauro, mas conseguiu sobreviver. O canibalismo entre algumas espécies de dinossauros foi confirmado por marcas dentárias encontradas em Madagascar em 2003, envolvendo o terópode Majungasaurus.
Comparações entre os anéis esclerais de dinossauros e pássaros e répteis modernos têm sido usadas para inferir os padrões diários de atividade dos dinossauros. Embora tenha sido sugerido que a maioria dos dinossauros era ativa durante o dia, essas comparações mostraram que pequenos dinossauros predadores, como os dromaeossaurídeos, Juravenator e Megapnosaurus, provavelmente eram noturnos. Dinossauros herbívoros e onívoros de grande e médio porte, como ceratópsios, sauropodomorfos, hadrossaurídeos, ornitomimosauros, podem ter sido catemais, ativos em curtos intervalos ao longo do dia, embora o pequeno ornitísquio Agilissauro tenha sido classificado como diurno.
Com base nas evidências fósseis atuais de dinossauros como o Oryctodromeus, algumas espécies ornitísquicas parecem ter levado um estilo de vida parcialmente fossorial (escavação). Muitas aves modernas são arborícolas (arvorismo) e isto também era verdade para muitas aves do Mesozoico, especialmente para os enantiornitinos. Embora algumas espécies precoces de aves já tenham sido arborícolas (incluindo os dromaeossaurídeos, como o Microraptor), a maioria dos dinossauros não aviários parece ter preferido a locomoção terrestre. Uma boa compreensão de como os dinossauros se moviam no solo é fundamental para os modelos de comportamento dos dinossauros; a ciência da biomecânica, iniciada por Robert McNeill Alexander, forneceu uma visão significativa nesta área. Por exemplo, estudos das forças exercidas pelos músculos e pela gravidade na estrutura esquelética dos dinossauros investigaram a rapidez com que os dinossauros podiam correr, se os diplodocídeos poderiam criar estrondos sônicos através de um estalar de cauda e se os saurópodes conseguiam flutuar.

### Comunicação

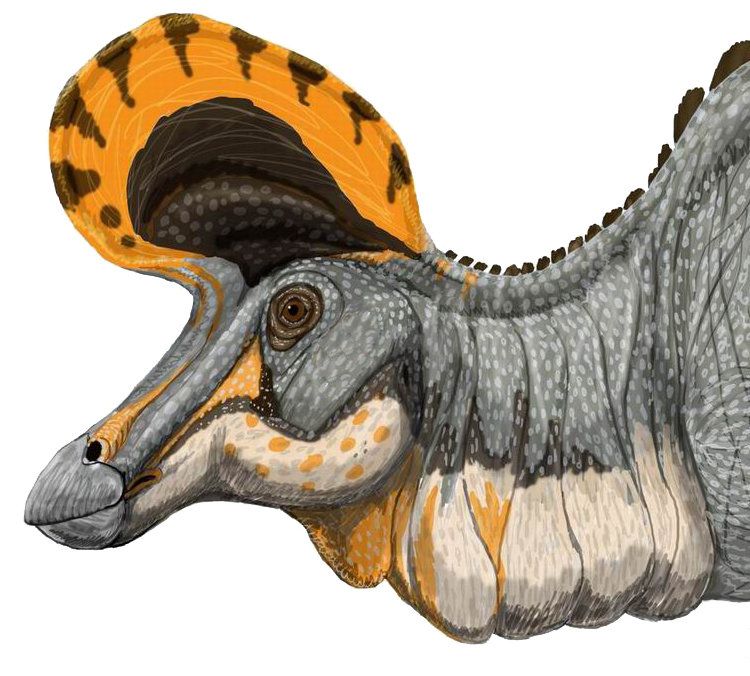
Impressão artística de uma exibição visual impressionante e incomum em um Lambeosaurus magnicristatus

Aves modernas são conhecidas por se comunicarem usando sinais visuais e auditivos, sendo ampla a diversidade de estruturas de exibição visual entre grupos de dinossauros fósseis, como chifres, babados, cristas e penas, o que sugere que a comunicação visual sempre foi importante na biologia dos dinossauros. Reconstrução da cor da plumagem do Anchiornis huxleyi sugere a importância da cor na comunicação visual em dinossauros não aviários. A evolução da vocalização dos dinossauros é menos certa. O paleontólogo Phil Senter sugere que os dinossauros não aviários se baseavam principalmente em exibições visuais e possivelmente em sons acústicos não vocais, como assobios, espirros e batidas de asas (possíveis em dinossauros alados maniraptoranos). Ele afirma que é improvável que eles tenham sido capazes de vocalizar, pois seus parentes mais próximos, crocodilianos e pássaros, usam diferentes meios para vocalizar, o primeiro pela laringe e o segundo pela siringe única, sugerindo que eles evoluíram independentemente e que seu ancestral comum era mudo.
Os restos mais antigos de uma siringe, que tem conteúdo mineral suficiente para a fossilização, foram encontrados em um espécime do Vegavis iaai, semelhante a um pato, datado em 69 a 66 milhões de anos e é improvável que este órgão existisse em dinossauros não aviários. No entanto, em contraste com as afirmações de Senter, pesquisadores sugeriram que os dinossauros poderiam vocalizar e que o sistema vocal baseado na siringe das aves evoluiu de um baseado na laringe, em vez de os dois sistemas evoluírem independentemente. Um estudo de 2016 sugere que os dinossauros produziam vocalizações com a boca fechada, como o arrulho, que ocorrem tanto em crocodilos quanto em aves, além de outros répteis. Tais vocalizações evoluíram independentemente nos extintos arcossauros numerosas vezes, após aumentos no tamanho do corpo. As cristas do Lambeosaurini e as câmaras nasais do Ankylosaurids foram sugeridas como funcionais em ressonância vocal, embora Senter afirme que a presença de câmaras de ressonância em alguns dinossauros não é necessariamente evidência de vocalização, visto que cobras modernas têm tais câmaras, que intensificam seus silvos.

### Biologia reprodutiva

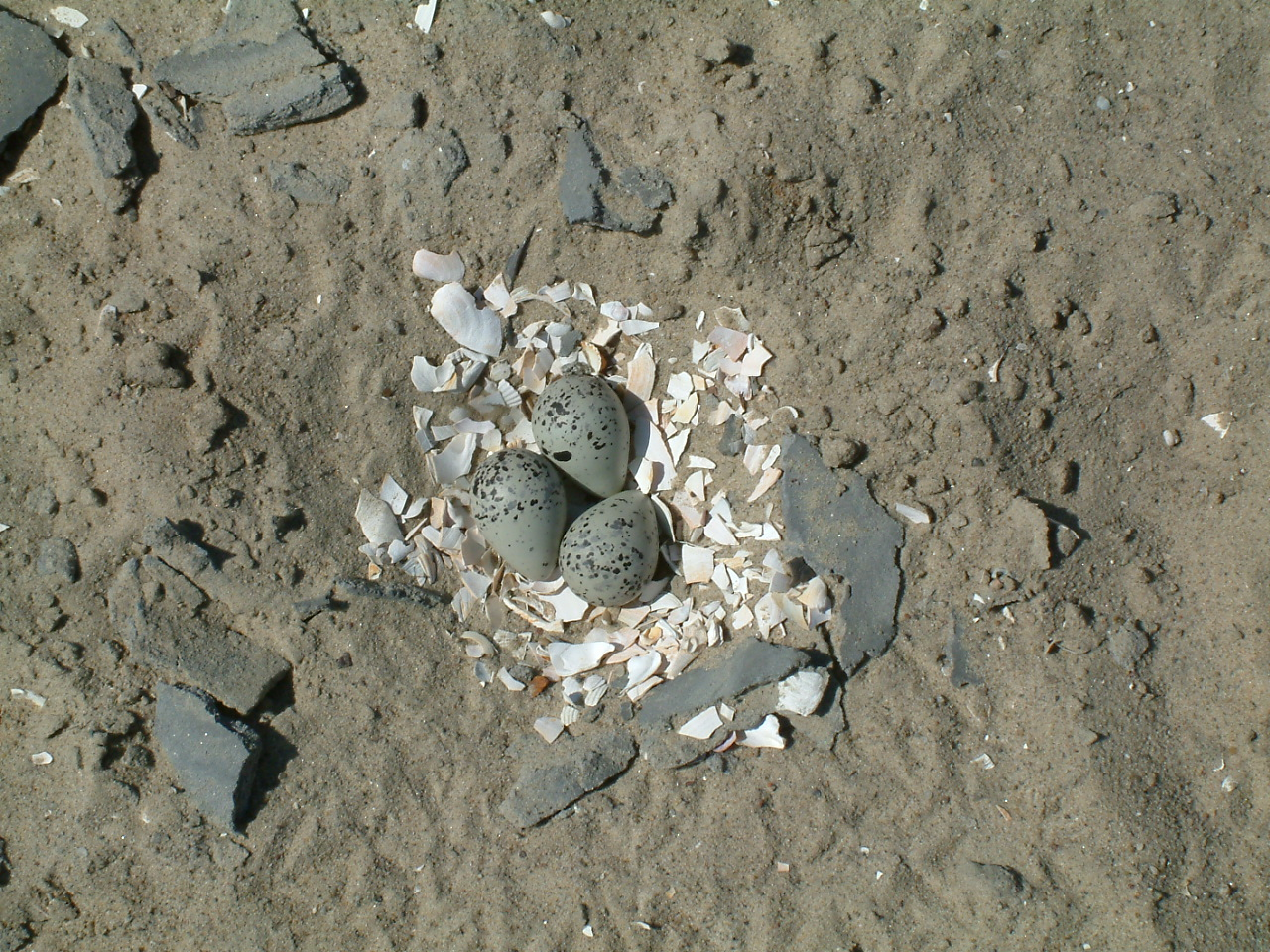
Ninho de uma tarambola (Charadrius)

Todos os dinossauros colocavam ovos amnióticos com cascas duras feitas principalmente de carbonato de cálcio. Os ovos eram geralmente colocados em um ninho. A maioria das espécies criava ninhos um tanto elaborados, que podiam ser em forma de copos, cúpulas, placas, camas, montículos ou tocas. Algumas espécies de pássaros modernos não têm ninhos; o airo que aninha no penhasco põe seus ovos sobre a rocha nua, enquanto os pinguins imperadores machos mantêm os ovos entre o corpo e os pés. Aves primitivas e muitos dinossauros não aviários frequentemente põem ovos em ninhos comunais, sendo que geralmente são os machos que incubam os ovos. Enquanto as aves modernas têm apenas um oviduto funcional e colocam um ovo de cada vez, pássaros e dinossauros mais primitivos tinham dois ovidutos, como os crocodilos. Alguns dinossauros não aviários, como o Troodonte, exibiam postura iterativa, onde o adulto poderia colocar um par de ovos a cada um ou dois dias e então garantir a eclosão simultânea, retardando a incubação até que todos os ovos fossem postos.
Ao colocar ovos, as fêmeas desenvolviam um tipo especial de osso entre o osso duro externo e a medula de seus membros. Este osso medular, rico em cálcio, era usado para fazer cascas de ovo. Uma descoberta de características em um esqueleto de Tyrannosaurus rex forneceu evidências de osso medular em dinossauros extintos e, pela primeira vez, permitiu que paleontologistas estabelecessem o sexo de um espécime fóssil de dinossauro. Outras pesquisas encontraram osso medular no alossauro carnossauro e no tenontossauro ornitópode. Como a linhagem de dinossauros que inclui o Allosaurus e o Tyrannosaurus divergiu da linhagem que levou ao Tenontosaurus muito cedo no processo de evolução dos dinossauros, isto sugere que a produção de tecido medular é uma característica geral de todos os dinossauros.

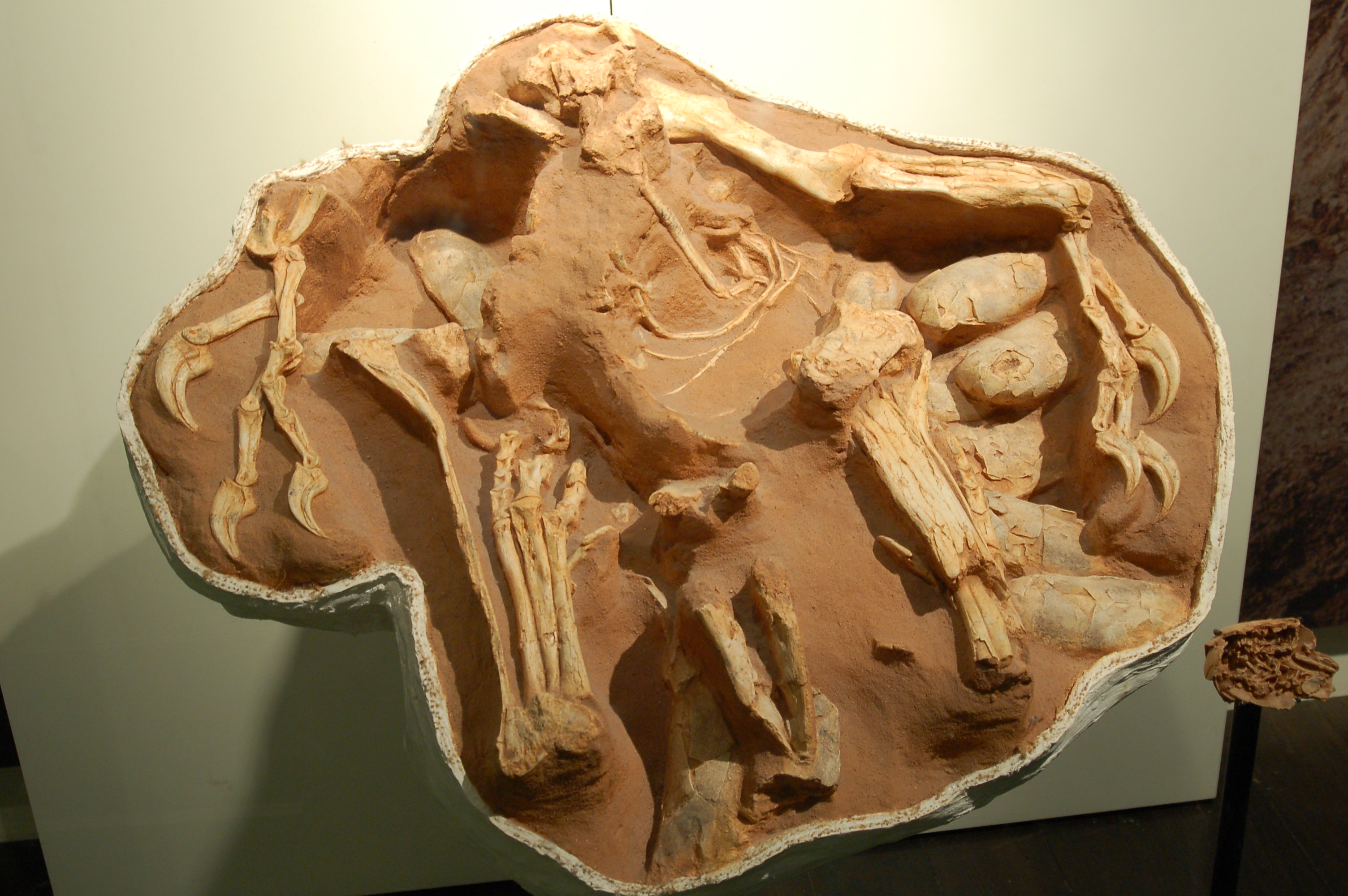
Fóssil interpretado como um oviptoridóide Citipati no Museu Americano de História Natural. Fóssil menor à extrema direita mostrando dentro de um dos ovos

Outra característica comum entre as aves modernas (veja abaixo em relação aos grupos fósseis e os megômodos existentes) é o cuidado parental aos jovens após a eclosão. A descoberta em 1978 de um campo de nidificação de Maiasaura ("boa mãe lagarto"), de Jack Horner, em Montana, demonstrou que o cuidado parental continuava muito depois do nascimento entre os ornitópodes. Um espécime do oviraptorídeo mongol Citipati osmolskae foi descoberto em 1993 em uma posição semelhante a uma galinha, o que pode indicar que eles começaram a usar uma camada isolante de penas para manter os ovos aquecidos. Um embrião de dinossauro (pertencente ao prosaurópode Massospondylus) foi encontrado sem dentes, indicando que alguns cuidados parentais eram necessários para alimentar os jovens dinossauros. Rastros também confirmaram o comportamento dos pais entre ornitópodes da Ilha de Skye, no noroeste da Escócia, Reino Unido.
No entanto, existem amplas evidências de superprecocidade entre muitas espécies de dinossauros, particularmente os terópodes. Por exemplo, aves não ornituromorfas têm demonstrado abundantemente taxas de crescimento lento, comportamento de enterramento de ovos semelhante ao de um megômodo e a capacidade de voar logo após o nascimento. Tanto o Tyrannosaurus rex quanto o Troodon formosus exibem juvenis com superprecocidade clara e provavelmente ocupavam diferentes nichos ecológicos do que os adultos. Superprecocidade também foi inferida para saurópodes.

### Fisiologia
Como tanto os crocodilianos modernos quanto os pássaros têm corações de quatro cavidades (embora modificadas nos crocodilianos), é provável que este seja um traço compartilhado por todos os arcossauros, incluindo todos os dinossauros. Enquanto todas as aves modernas têm metabolismos rápidos e são "de sangue quente" (endotérmico), um debate vigoroso está em andamento desde a década de 1960 em relação há quanto tempo na linhagem de dinossauros esta característica se estende. Os cientistas discordam sobre se os dinossauros não aviários eram endotérmicos, ectotérmicos ou alguma combinação de ambos.
Depois que os dinossauros não aviários foram descobertos, os paleontólogos inicialmente afirmaram que eles eram ectotérmicos. Este suposto "sangue-frio" era usado para sugerir que os dinossauros antigos eram organismos relativamente lentos, embora muitos répteis modernos sejam rápidos e leves, apesar de dependerem de fontes externas de calor para regular sua temperatura corporal. A ideia de dinossauros como ectotérmicos e lentos permaneceu como uma visão predominante até que Robert T. "Bob" Bakker, um dos primeiros proponentes da endotermia de dinossauros, publicou um artigo influente sobre o assunto em 1968.
Evidências modernas indicam que mesmo dinossauros não aviários e aves prosperaram em climas temperados mais frios e que pelo menos algumas espécies precoces devem ter regulado sua temperatura corporal por meios biológicos internos (auxiliadas pelo volume dos animais em grandes espécies, penas ou outros revestimentos em espécies menores). Evidências de endotermia em dinossauros do Mesozoico incluem a descoberta de dinossauros polares na Austrália e na Antártida, bem como a análise de estruturas de vasos sanguíneos dentro de ossos fósseis que são típicos de endotérmicos. O debate científico sobre as formas específicas pelas quais a regulação da temperatura dos dinossauros evoluiu continua.

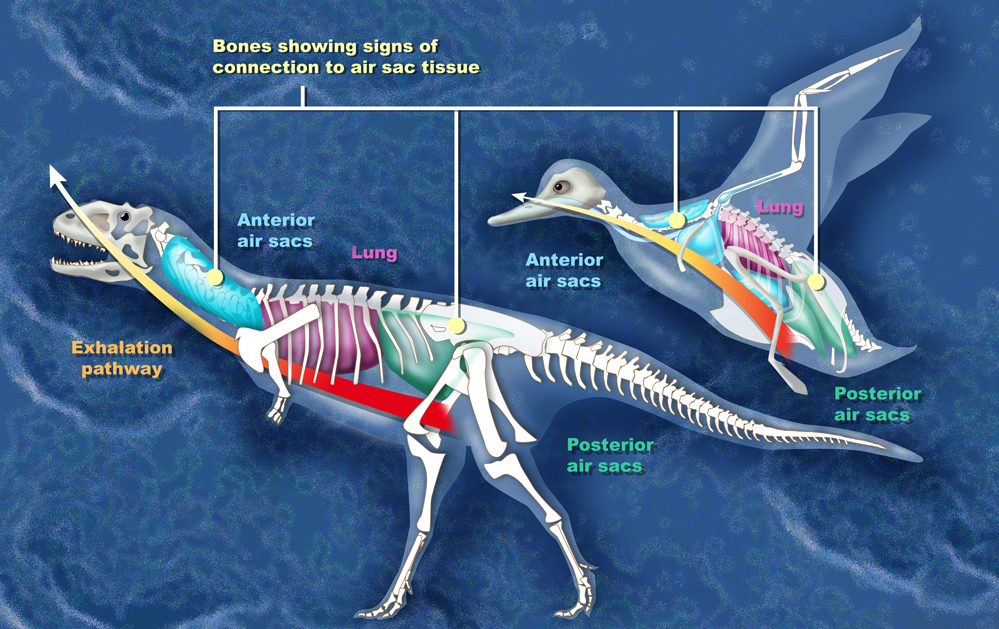
Comparação entre os sacos aéreos de um abelissauro e um pássaro

Nos dinossauros saurísquios, os metabolismos mais rápidos eram apoiados pela evolução do sistema respiratório aviário, caracterizado por um extenso sistema de sacos aéreos que estendiam os pulmões e invadiam muitos dos ossos do esqueleto, tornando-os ocos. Sistemas respiratórios no estilo aviário, com sacos aéreos, podem ter sido capazes de sustentar níveis mais altos de atividade do que aqueles de mamíferos de tamanho e estrutura similares. Além de fornecer um suprimento muito eficiente de oxigênio, o fluxo de ar rápido teria sido um mecanismo eficiente de resfriamento, que é essencial para animais ativos, mas grandes demais para se livrarem de todo o excesso de calor pela pele.
Como outros répteis, os dinossauros são principalmente uricotélicos, isto é, seus rins extraem resíduos nitrogenados de sua corrente sanguínea e excretam-no como ácido úrico em vez de ureia ou amônia através dos ureteres para o intestino. Na maioria das espécies vivas, o ácido úrico é excretado junto com as fezes como um resíduo semissólido. No entanto, pelo menos algumas aves modernas (como beija-flores) podem ser facultativamente amonotélicas, excretando a maioria dos resíduos nitrogenados como amônia. Eles também excretam creatina, em vez de creatinina, como os mamíferos. Este material, assim como a saída dos intestinos, emerge da cloaca. Além disso, muitas espécies regurgitam pelotas, sendo que pelotas fósseis que podem ter vindo dos dinossauros são conhecidas desde o período Cretáceo.

## Lusofonia

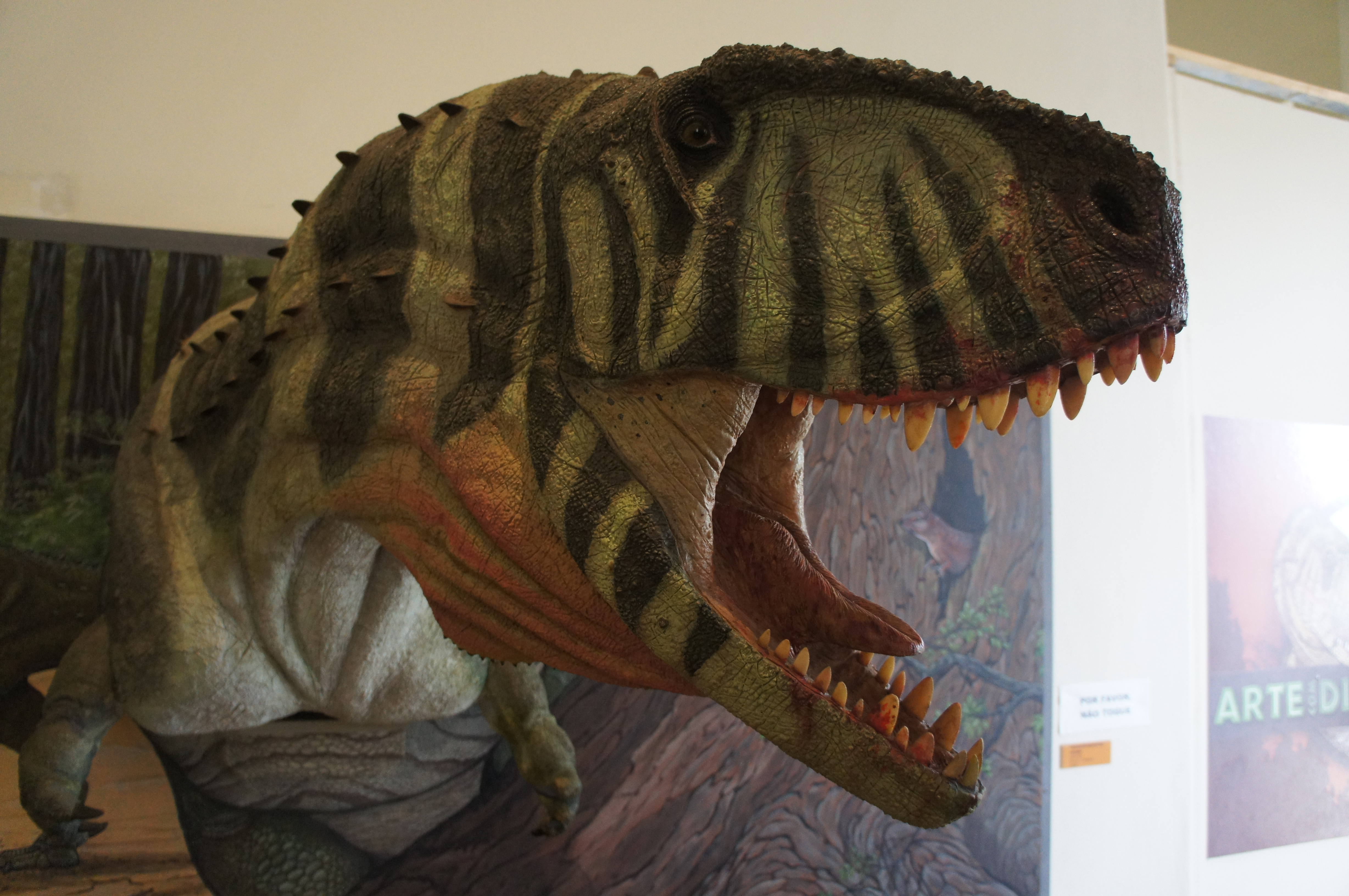
Cabeça reconstruída de um Pycnonemosaurus no Museu Nacional do Brasil

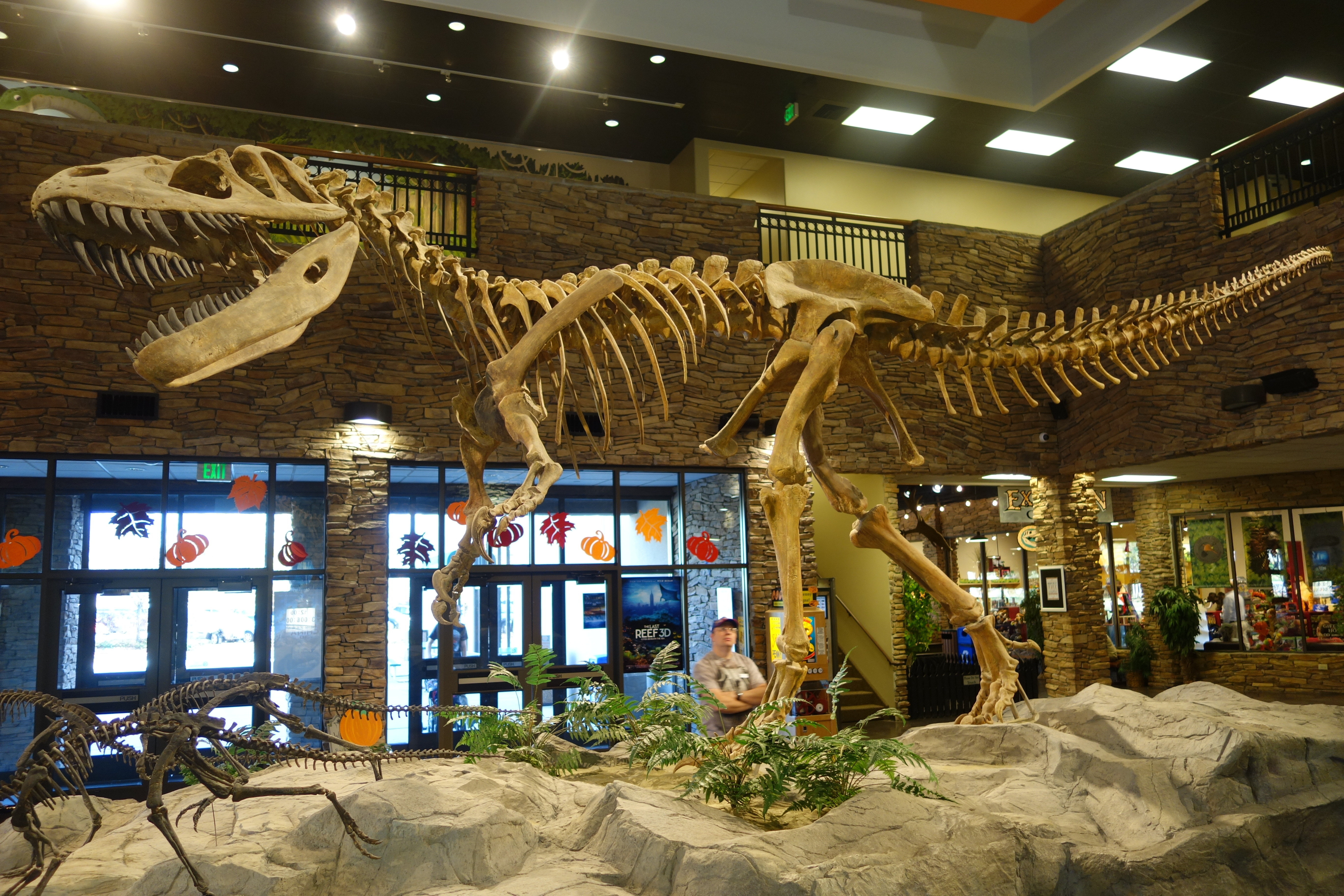
Torvosaurus, descoberto na Formação Lourinhã, em Portugal

### Angola
Em Angola, os fósseis do Angolatitan adamastor foram os primeiros encontrados neste país, por Octávio Mateus. O nome genérico significa em português "Titã de Angola" e o nome específico refere-se ao Adamastor referido por Luís de Camões n'Os Lusíadas. O espécime tinha 13 metros de comprimento e vivia num ambiente árido.

### Brasil
Cerca de 30 espécies de dinossauros não aviários já foram descobertas no Brasil até agora, incluindo animais como Oxalaia quilombensis, Staurikosaurus pricei, Mirischia asymmetrica, Amazonsaurus maranhensis, Brasilotitan nemophagus, Irritator challengeri (mesmo que Angaturama limai) e Gondwanatitan faustoi. O maior dinossauro já encontrado no país é o Austroposeidon magnificus, de cerca de 25 metros de comprimento. Atualmente, existem mais de 1900 espécies conhecidas de aves no Brasil.

### Portugal
A maioria dos dinossauros em Portugal são do Jurássico Superior da Bacia Lusitânica. Inclui espécies como o Allosaurus europaeus, Draconyx loureiroi, Lourinhanosaurus antunesi, Miragaia longicollum, Torvosaurus, Ceratosaurus, entre outros. Também são conhecidas numerosas pegadas. No território português é encontrada a maior trilha de pegadas do mundo.

## Origem das aves
A possibilidade de os dinossauros serem os ancestrais das aves foi sugerida pela primeira vez em 1868 por Thomas Henry Huxley. Após o trabalho de Gerhard Heilmann no início do século XX, a teoria das aves como descendentes de dinossauros foi abandonada em favor da ideia de serem descendentes dos tecodontes, sendo a principal evidência a suposta falta de clavícula nos dinossauros. No entanto, como descobertas posteriores mostraram, clavículas (ou um único osso fundido, que derivou em clavículas separadas) não estavam realmente ausentes; elas foram encontradas em 1924 em Oviraptor, mas erroneamente identificadas como uma interclavícula. Na década de 1970, John Ostrom reavivou a teoria dos pássaros-dinossauros, que ganhou força nas décadas vindouras com o advento da análise cladística e um grande aumento na descoberta de pequenos terópodes e aves precoces. De particular interesse foram os fósseis da Formação Yixian, onde uma variedade de terópodes e aves precoces foram encontrados, muitas vezes com algum tipo de penas. As aves compartilham mais de cem características anatômicas distintas com os dinossauros terópodes, que agora são geralmente aceitos como seus parentes antigos mais próximos. Eles são mais intimamente aliados aos coelurossauros maniraptorianos. Uma minoria de cientistas, mais notavelmente Alan Feduccia e Larry Martin, propuseram outros caminhos evolutivos, incluindo versões revisadas da proposta basal do arcossauro de Heilmann, ou que os terópodes maniraptorianos são os ancestrais das aves, mas não são dinossauros, apenas convergentes com dinossauros.

### Penas

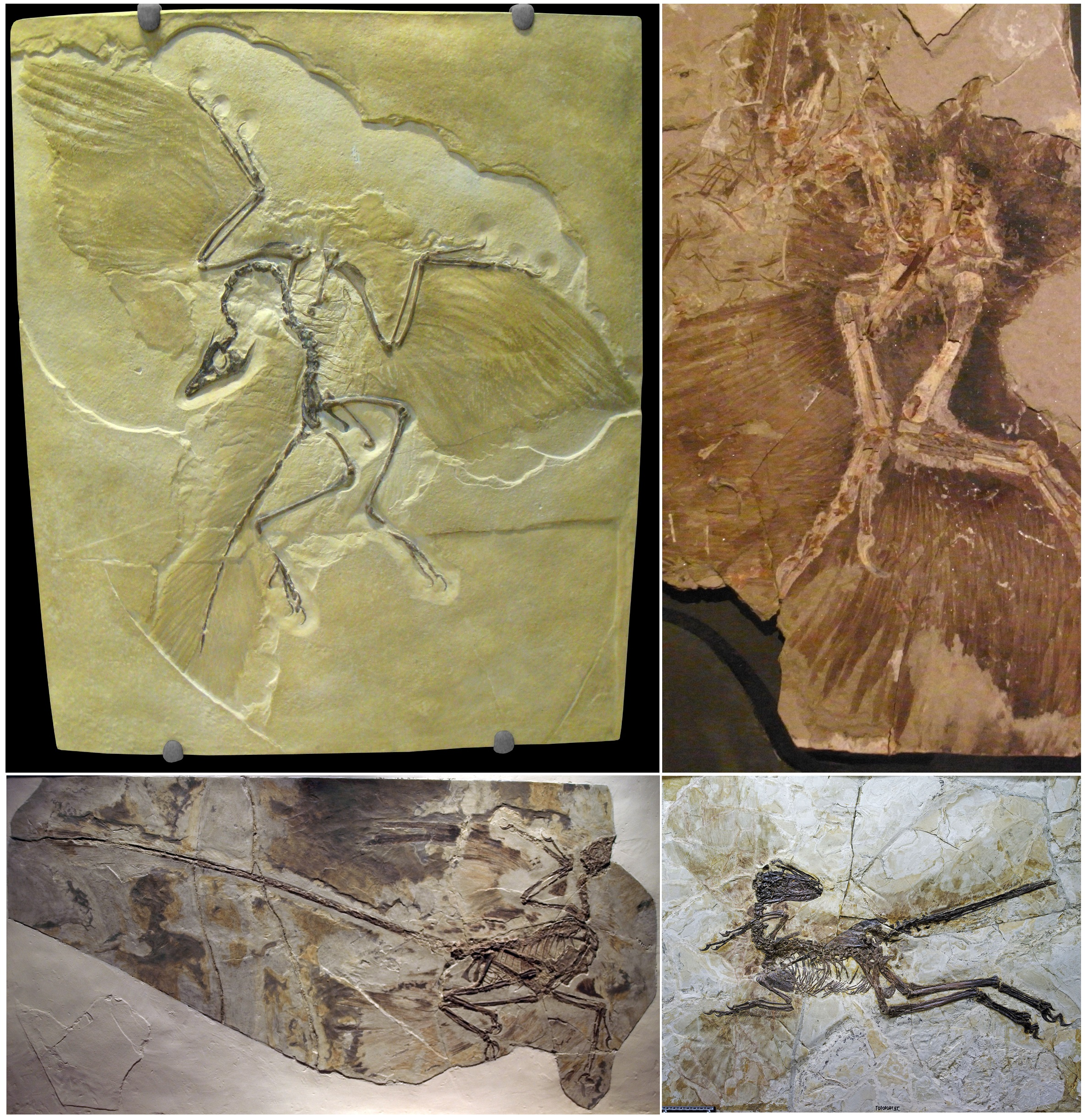
Vários dinossauros não-aviários emplumados, incluindo Archaeopteryx, Anchiornis, Microraptor e Zhenyuanlong

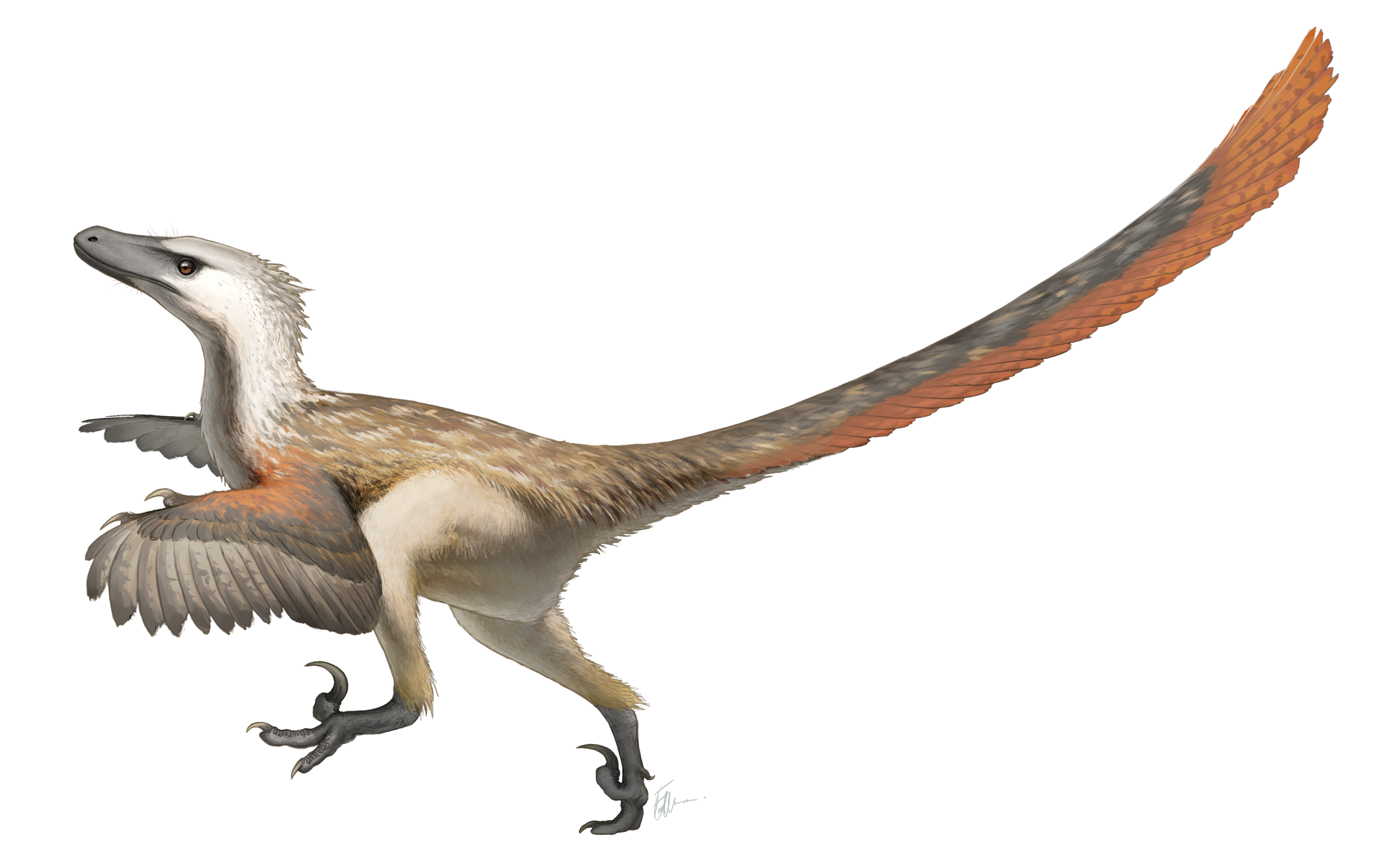
Velociraptor mongoliensis reconstrução com grandes penas das asas, como evidenciado pelos botões de penas no fóssil

As penas são uma das características mais reconhecíveis dos pássaros modernos e uma característica que foi compartilhada por todos os outros grupos de dinossauros. Com base na atual distribuição de evidências fósseis, parece que as penas eram um traço ancestral dos dinossauros, embora um que foi seletivamente perdido em algumas espécies. Evidências fósseis diretas de penas ou estruturas parecidas com penas foram descobertas em uma variedade de espécies em muitos grupos de dinossauros não aviários, ambos entre saurísquios e ornitísquios. Estruturas simples, ramificadas e semelhantes a penas são conhecidas a partir de heterodontossaurídeos, neornithischianos, terópodes e ceratópsios primitivos. Pesquisas sobre a genética de jacarés-americanos também revelaram que os escudos de crocodilos possuem ceratinas de penas durante o desenvolvimento embrionário, mas estas ceratinas não são expressas pelos animais antes da eclosão. Evidências de penas verdadeiras, semelhantes a penas de voo das aves modernas, foram encontradas apenas no subgrupo de terópodes Maniraptora, que inclui oviraptorossauros, troodontídeos, dromeossaurídeos e pássaros. Estruturas semelhantes a penas conhecidas como picnofibras também foram encontradas em pterossauros, sugerindo a possibilidade de que filamentos parecidos com penas possam ter sido comuns na linhagem das aves e terem evoluído antes do aparecimento dos próprios dinossauros. Uma pesquisa sugere que atrair parceiros com a ostentação da plumagem pode ter ajudado os dinossauros desenvolver penas que lhes permitem tomar o voo.
O Archaeopteryx foi o primeiro fóssil encontrado que revelou uma conexão potencial entre dinossauros e pássaros. É considerado um fóssil de transição, na medida em que exibe características de ambos os grupos. Trazido à luz apenas dois anos após a publicação de A Origem das Espécies, de Charles Darwin, sua descoberta estimulou o debate nascente entre os proponentes da biologia evolutiva e do criacionismo. Este pássaro primitivo é tão parecido com um dinossauro que, sem uma impressão clara de penas na rocha circundante, pelo menos um espécime foi confundido com Compsognathus. Desde a década de 1990, vários dinossauros emplumados adicionais foram encontrados, fornecendo evidências ainda mais fortes da estreita relação entre os dinossauros e as aves modernas. A maioria destes espécimes foi desenterrada no lagerstätte da Formação Yixian, em Liaoning, no nordeste da China, que fazia parte de um continente insular durante o Cretáceo. Embora as penas tenham sido encontradas em apenas alguns locais, é possível que os dinossauros não aviários em outras partes do mundo também tenham tido penas. A falta de evidência fóssil generalizada para dinossauros não aviários emplumados pode ser porque características delicadas, como pele e penas, não são frequentemente preservadas durante o processo de fossilização e, portanto, estão ausentes do registro fóssil.
A descrição de dinossauros emplumados não aconteceu sem controvérsia; talvez os críticos mais contundentes tenham sido Alan Feduccia e Theagarten Lingham-Soliar, que propuseram que alguns supostos fósseis semelhantes a penas são o resultado da decomposição da fibra colagenosa que subjazia à pele dos dinossauros e que os dinossauros maniraptoranos com penas não eram realmente dinossauros, mas convergentes com os dinossauros. No entanto, os seus pontos de vista, em sua maioria, não foram aceitos por outros pesquisadores, a tal ponto que a natureza científica das propostas da Feduccia foi questionada. Em 2016, foi relatado que uma cauda de dinossauro com penas foi encontrada em âmbar. O fóssil tem cerca de 99 milhões de anos.

### Esqueleto
Como as penas costumam estar associadas às aves, os dinossauros emplumados costumam ser apontados como o elo perdido entre pássaros e dinossauros. No entanto, as múltiplas características esqueléticas também compartilhadas pelos dois grupos representam outra importante linha de evidência para os paleontólogos. Áreas do esqueleto com semelhanças importantes incluem o pescoço, púbis, punho (carpo semilunado), cintura escapular e peitoral, fúrcula (osso da espinha) e osso do peito. A comparação de esqueletos de aves e dinossauros através da análise cladística reforça a ligação.

### Anatomia macia

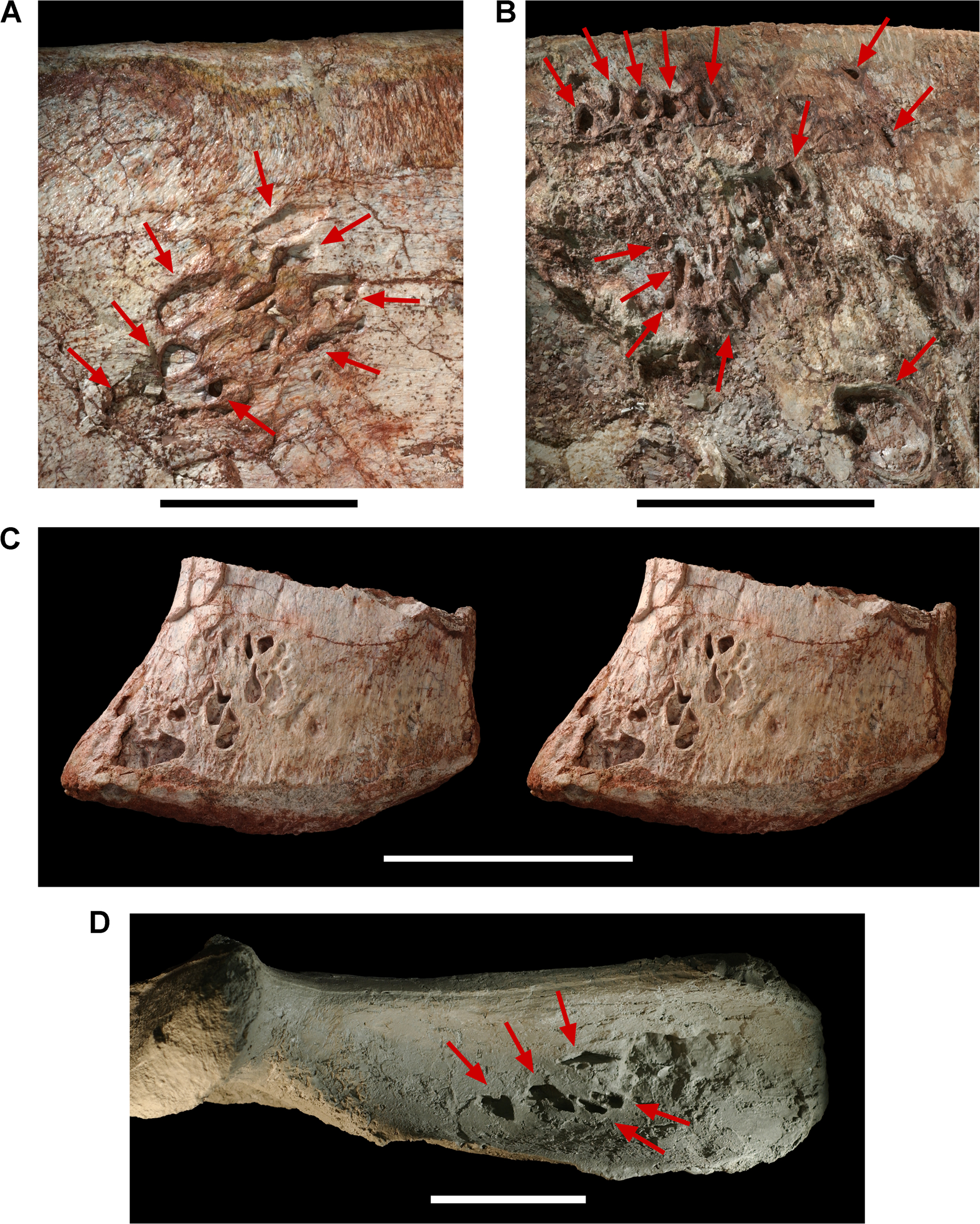
Pneumatopos no ílio esquerdo do Aerosteon riocoloradensis

Grandes dinossauros carnívoros tinham um sistema complexo de sacos aéreos similares aos encontrados em aves modernas, de acordo com uma pesquisa de 2005 liderada por Patrick M. O'Connor. Os pulmões dos dinossauros terópodes (carnívoros que andavam sobre duas pernas e tinham pés semelhantes aos dos pássaros) provavelmente bombeavam ar em sacos ocos em seus esqueletos, como é o caso dos pássaros. "O que antes era formalmente considerado único das aves estava presente de alguma forma nos ancestrais dos pássaros", disse O'Connor. Em 2008, os cientistas descreveram o Aerosteon riocoloradensis, cujo esqueleto fornece a mais forte evidência até hoje de um dinossauro com um sistema de respiração semelhante ao de um pássaro. A tomografia computadorizada dos ossos fósseis do Aerosteon revelou evidências da existência de bolsas de ar dentro da cavidade do corpo do animal.

### Evidência comportamental
Fósseis dos troodontes Mei e Sinornithoides demonstram que alguns dinossauros dormiam com suas cabeças enfiadas sob os braços. Esse comportamento, que pode ter ajudado a manter a cabeça aquecida, também é característico dos pássaros modernos. Vários espécimes de deinonossauro e oviraptorossauro também foram encontrados preservados em cima de seus ninhos, provavelmente para chocar de uma maneira semelhante a uma ave. A relação entre o volume do ovo e a massa corporal de adultos entre esses dinossauros sugere que os ovos eram primeiramente criados pelo macho e que os jovens eram altamente precoces, semelhantes a muitas aves modernas que vivem no solo.
Sabe-se que alguns dinossauros usaram pedras de moela como pássaros modernos. Essas pedras são engolidas pelos animais para ajudar na digestão e a quebrar os alimentos e as fibras duras quando entram no estômago. Quando encontradas em associação com fósseis, as moelas são chamadas de gastrólitos.

## Extinção dos principais grupos
A descoberta de que as aves são um tipo de dinossauro mostrou que os dinossauros em geral não estão, de fato, extintos, como é comumente dito. No entanto, todos os dinossauros não aviários, estimados entre 628 e 1078 espécies, bem como muitos grupos de aves, de repente se extinguiram há aproximadamente 66 milhões de anos. Tem sido sugerido que, como os pequenos mamíferos, escamados e aves ocupavam os nichos ecológicos adequados para o tamanho corporal pequeno, os dinossauros não aviários nunca desenvolveram uma fauna diversa de espécies de pequeno porte, o que levou à sua queda quando os tetrápodes terrestres de grande porte foram atingidos pelo evento de extinção em massa. Muitos outros grupos de animais também se tornaram extintos nessa época, incluindo amonites (moluscos semelhantes ao nautilus), mosassauros, plesiossauros, pterossauros e muitos grupos de mamíferos. Significativamente, os insetos não sofreram nenhuma perda populacional perceptível, o que os deixou disponíveis como alimento para outros sobreviventes. Esta extinção em massa é conhecida como o evento de extinção do Cretáceo-Paleogeno. A natureza do evento que causou essa extinção em massa tem sido extensivamente estudada desde a década de 1970; atualmente, várias teorias relacionadas são apoiadas por paleontólogos. Embora o consenso seja de que um evento de impacto foi a principal causa da extinção de dinossauros, alguns cientistas citam outras possíveis causas, ou apoiam a ideia de que uma confluência de vários fatores foi responsável pelo súbito desaparecimento de dinossauros do registro fóssil. Por exemplo, por volta de há 76 milhões de anos, os dinossauros apresentaram uma queda repentina. Suas taxas de extinção aumentaram e, em alguns casos, a taxa de origem de novas espécies caiu significativamente.

### Evento de impacto

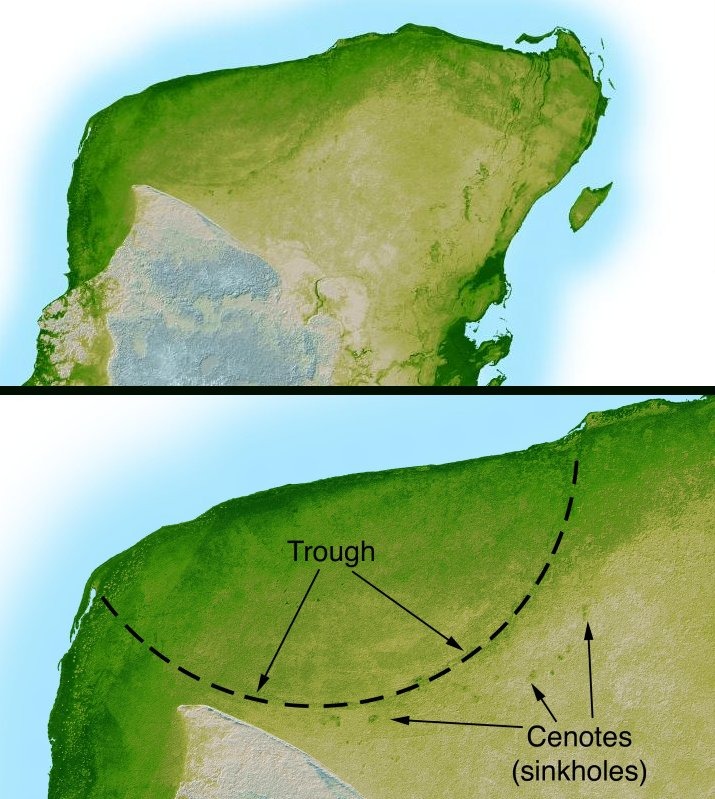
A cratera de Chicxulub na ponta da Península de Iucatã; o corpo celeste que formou esta cratera pode ter causado a extinção dos dinossauros

A teoria de colisão de asteroide, que foi trazida a conhecimento mundial em 1980 por Walter Alvarez e colegas, liga a extinção em massa no fim do período Cretáceo a um impacto de bólido há aproximadamente 66 milhões de anos.
Alvarez propôs que um aumento súbito nos níveis de irídio, gravado ao redor do mundo na camada de rochas do período, era uma evidência direta de impacto. A maior parte das evidências sugere agora que um bólido de 5 a 15 km de largura colidiu nas proximidades da península de Iucatã, criando a cratera de Chicxulub, com aproximadamente 180 km de diâmetro, e provocando a extinção em massa.
Os cientistas não estão certos se os dinossauros estavam prosperando ou em declínio antes do evento de impacto. Alguns cientistas propõem que o meteorito causou uma queda longa e anormal da temperatura atmosférica da Terra, enquanto outros afirmam que ela teria, ao contrário, criado uma onda de calor incomum. O consenso entre os cientistas que defendem esta teoria é que o impacto causou a extinção de forma direta (pelo calor do impacto do meteorito) e indiretamente (através de um resfriamento global mundial provocado pelo material ejetado pelo impacto refletindo a radiação térmica do sol). Embora a velocidade de extinção não possa ser deduzida apenas do registro fóssil, vários modelos sugerem que a extinção foi extremamente rápida, caindo para horas e não para anos.

### Basaltos de Decão
Antes de 2000, os argumentos de que os derrames basálticos de Decão causaram a extinção eram geralmente ligados à visão de que a extinção foi gradual, já que pensava-se que estes eventos de derrame basáltico começaram há cerca de 68 milhões de anos e duraram mais de 2 milhões de anos. No entanto, há indícios de que dois terços dos basaltos de Decão foram criados em apenas 1 milhão de anos, há cerca de 65,5 milhões de anos, e por isso estas erupções teriam causado uma extinção relativamente rápida, possivelmente em um período de milhares de anos, mas ainda mais longo do que seria esperado de um evento de impacto.
Os derrames de Decão poderiam ter causado a extinção através de vários mecanismos, incluindo a liberação atmosférica de poeira e aerossóis sulfúricos, que podem ter bloqueado a luz solar e, consequentemente, reduzido a fotossíntese nas plantas. Além disso, o vulcanismo de Decão pode ter resultado em emissões de dióxido de carbono, o que teria aumentado o efeito estufa quando a poeira e os aerossóis citados anteriormente fossem eliminados da atmosfera. Antes da extinção em massa dos dinossauros, a liberação de gases vulcânicos durante a formação dos basaltos de Decão "contribuiu para um aquecimento global, aparentemente maciço. Alguns dados apontam para um aumento médio de temperatura de 8 °C no último meio milhão de anos antes do impacto (em Chicxulub).
Nos anos em que a teoria dos basaltos de Decão estava ligada a uma extinção lenta, Luis Walter Alvarez (que morreu em 1988) respondia que os paleontólogos estavam sendo enganados por dados esparsos. Embora a sua afirmação não tenha sido inicialmente bem recebida, estudos intensivos em locais ricos em fósseis deram peso à sua afirmação. Finalmente, a maioria dos paleontólogos começou a aceitar a ideia de que as extinções em massa no fim do período cretáceo foram na sua maioria, ou pelo menos em parte, causadas por um grande impacto na Terra. No entanto, mesmo Walter Alvarez reconhecia que houve outras mudanças importantes na Terra, mesmo antes do impacto, como uma queda no nível do mar e erupções vulcânicas maciças que produziram os basaltos de Decão na Índia, e estas podem ter contribuído para a extinção.

### Possíveis sobreviventes do paleoceno
Restos de dinossauros não aviários são ocasionalmente encontrados acima do limite Cretáceo-Paleogeno. Em 2001, os paleontologistas Zielinski e Budahn relataram a descoberta de um único fóssil de osso da perna do hadrossauro na Bacia de San Juan, Novo México, e o descreveram como evidência dos dinossauros do Paleoceno. A formação na qual o osso foi descoberto foi datada do início deste período, há aproximadamente 64,5 milhões de anos. Se o osso não foi depositado nesse estrato por ação de intemperismo, forneceria evidências de que algumas populações de dinossauros poderiam ter sobrevivido pelo menos meio milhão de anos à Era Cenozoica. Outra evidência inclui a descoberta de restos de dinossauros na Formação Hell Creek até 1,3 m acima do limite Cretáceo-Paleogeno, representando 40 000 anos de tempo transcorrido. Relatos semelhantes vieram de outras partes do mundo, incluindo a China. Muitos cientistas, no entanto, rejeitaram os supostos dinossauros do paleoceno como tendo sido retrabalhados, isto é, retirados de seus locais originais e depois reenterrados em sedimentos muito posteriores. A datação direta dos próprios ossos sustentou a data posterior, com os métodos de datação U-Pb resultando em uma idade precisa de 64,8 ± 0,9 milhões de anos. Se correta, a presença de um punhado de dinossauros no início do Paleoceno não mudaria os fatos subjacentes à extinção.

## História do estudo
Os fósseis de dinossauros são conhecidos há milênios, embora sua verdadeira natureza não tenha sido reconhecida. Os chineses os consideravam ossos de dragão e os documentavam como tal. Por exemplo, Hua Yang Guo Zhi, um livro escrito por Chang Qu durante a dinastia Jin (265-316), relatou a descoberta de ossos de dragão em Wucheng, na província de Sichuan. Os moradores da região central da China há muito descobrem "ossos de dragão" fossilizados para uso em medicamentos tradicionais, uma prática que continua até hoje. Na Europa, acreditava-se que os fósseis de dinossauros eram os restos de gigantes e outras criaturas bíblicas.
Descrições eruditas do que agora seria reconhecido como ossos de dinossauro apareceram pela primeira vez no final do século XVII na Inglaterra. Parte de um osso, agora conhecido por ter sido o fêmur de um megalossauro, foi recuperada de uma pedreira de calcário em Cornwell, perto de Chipping Norton, Oxfordshire, em 1676. O fragmento foi enviado para Robert Plot, professor de química da Universidade de Oxford e primeiro curador do Museu Ashmolean, que publicou uma descrição em sua obra Natural History of Oxfordshire em 1677. Ele identificou corretamente o osso como a extremidade inferior do fêmur de um animal grande e reconheceu que era muito grande para pertencer a qualquer espécie conhecida. Ele concluiu, portanto, que era o osso da coxa de um humano gigante semelhante aos mencionados na Bíblia. Em 1699, Edward Lhuyd, um amigo de Sir Isaac Newton, foi responsável pela primeira publicação científica do que agora seria reconhecido como um dinossauro, quando ele descreveu e nomeou um dente de um saurópode, "Rutellum implicatum", que havia sido encontrado em Caswell, perto de Witney, Oxfordshire.

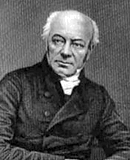
William Buckland

Entre 1815 e 1824, o reverendo William Buckland, professor de geologia em Oxford, coletou mais ossos fossilizados de um megalossauro e tornou-se a primeira pessoa a descrever um dinossauro em um periódico científico. O segundo gênero de dinossauro a ser identificado, o Iguanodon, foi descoberto em 1822 por Mary Ann Mantell - a esposa do geólogo inglês Gideon Mantell, que reconheceu semelhanças entre seus fósseis e os ossos das iguanas modernas. Ele publicou suas descobertas em 1825.
O estudo desses "grandes fósseis de lagartos" logo se tornou de grande interesse para cientistas europeus e estadunidenses e, em 1842, o paleontólogo inglês Richard Owen cunhou o termo "dinossauro". Ele reconheceu que os restos que haviam sido encontrados até aquela época, Iguanodon, Megalosaurus e Hylaeosaurus, compartilhavam uma série de características distintas e, por isto, decidiram apresentá-los como um grupo taxonômico distinto. Com o apoio do Príncipe Alberto, marido da Rainha Vitória, Owen fundou o Museu de História Natural, em Londres, para exibir a coleção nacional de fósseis de dinossauros e outras exposições biológicas e geológicas.
Em 1858, William Parker Foulke descobriu o primeiro dinossauro estadunidense conhecido, em uma mina de marga na pequena cidade de Haddonfield, Nova Jersey. (Apesar de fósseis terem sido encontrados antes, a natureza deles não havia sido discernida corretamente.) A criatura foi chamada Hadrosaurus foulkii. Foi um achado extremamente importante: o hadrossauro foi um dos primeiros esqueletos de dinossauros quase completos encontrados (o primeiro foi em 1834, em Maidstone, Inglaterra), e era claramente uma criatura bípede. Esta foi uma descoberta revolucionária, pois, até então, a maioria dos cientistas acreditava que os dinossauros que andavam eram quadrúpedes, como os outros lagartos. As descobertas de Foulke provocaram uma mania de dinossauro nos Estados Unidos.

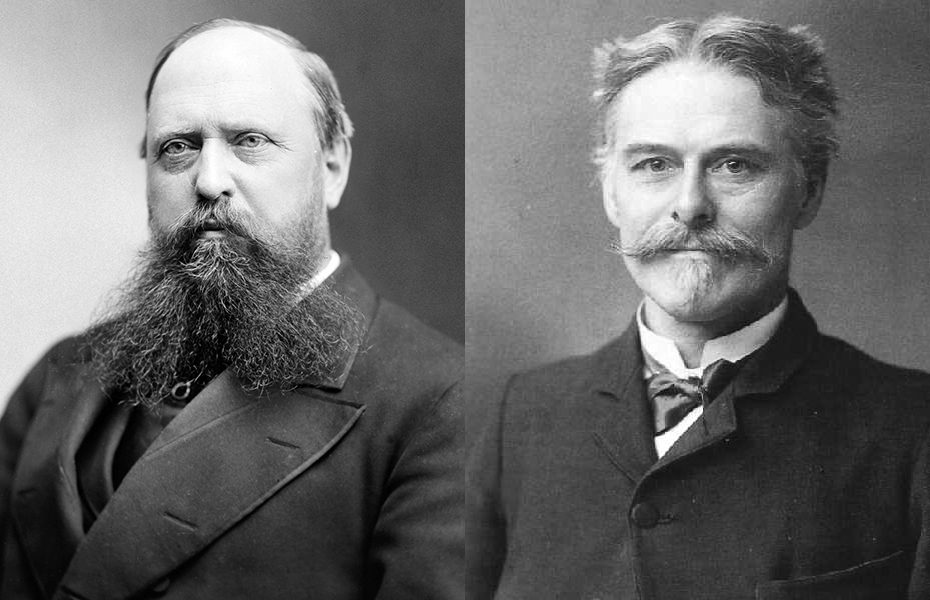
A rivalidade entre Othniel Charles Marsh (esquerda) e Edward Drinker Cope (direita) deflagrou a Guerra dos Ossos

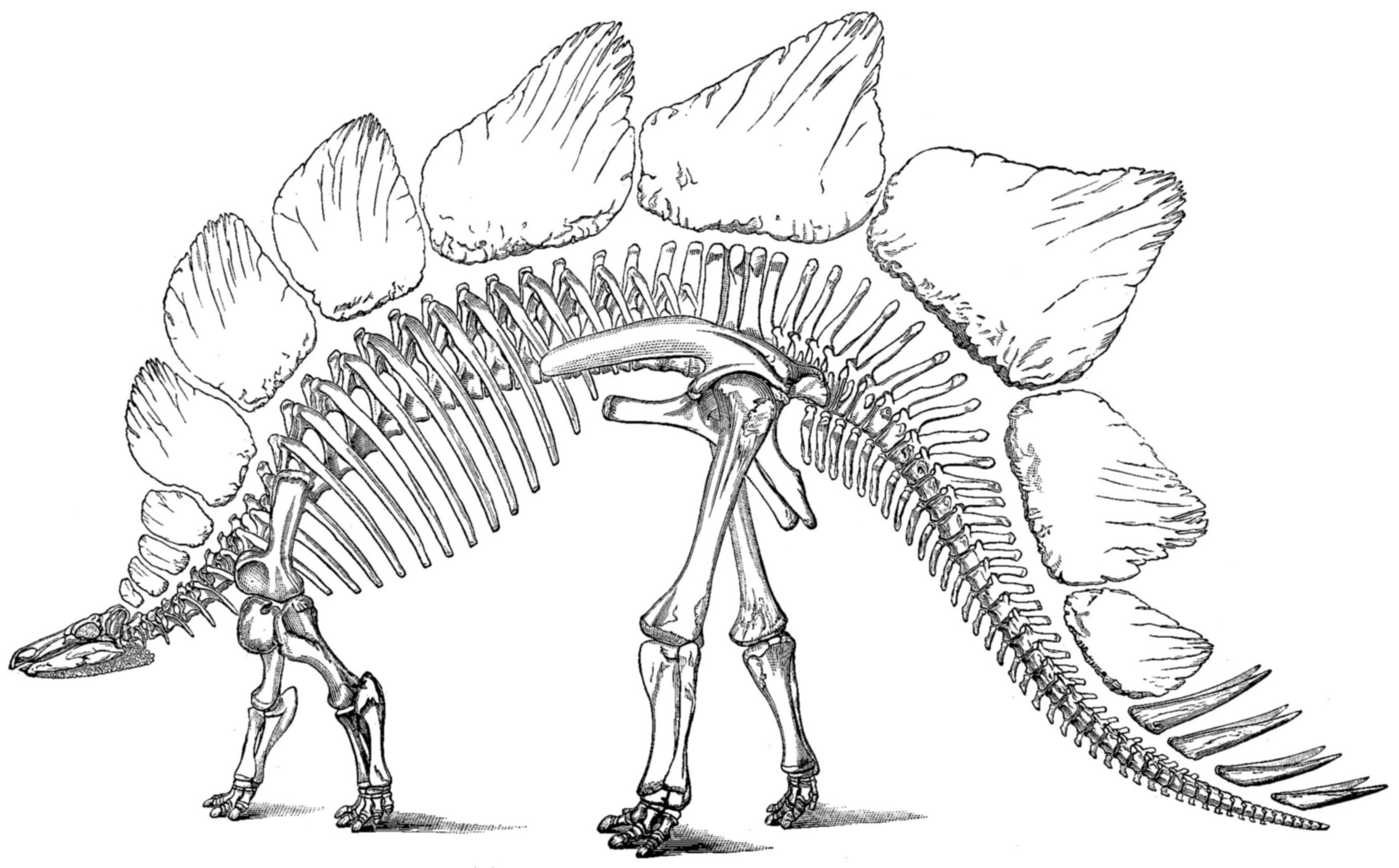
Ilustração de 1896 de Marsh dos ossos do Stegosaurus, um dinossauro que ele descreveu e nomeou em 1877

A popularidade dos dinossauros foi exemplificada pela feroz rivalidade entre Edward Drinker Cope e Othniel Charles Marsh, que correram para ser os primeiros a encontrar novos dinossauros no que veio a ser conhecido como Guerra dos Ossos. A contenda provavelmente se originou quando Marsh apontou publicamente que a reconstrução de Cope de um esqueleto de Elasmosaurus era falha: Cope havia inadvertidamente colocado a cabeça do plesiossauro no que deveria ter sido o fim da cauda do animal. A luta entre os dois cientistas durou mais de 30 anos, terminando em 1897, quando Cope morreu depois de gastar toda a sua fortuna na caça aos dinossauros. Marsh "ganhou" a disputa principalmente porque ele era melhor financiado através de um relacionamento com o Serviço Geológico dos Estados Unidos. Infelizmente, muitos espécimes valiosos de dinossauros foram danificados ou destruídos devido aos métodos ásperos da dupla: por exemplo, seus escavadores frequentemente usavam dinamite para desenterrar ossos (um método que os paleontólogos modernos considerariam terrível). Apesar de seus métodos não refinados, as contribuições de Cope e Marsh para a paleontologia foram vastas: Marsh desenterrou 86 novas espécies de dinossauros e Cope descobriu 56, um total de 142 novas espécies. A coleção de Cope está agora no Museu Americano de História Natural, em Nova Iorque, enquanto a de Marsh está em exposição no Museu Peabody de História Natural da Universidade de Yale.
Depois de 1897, a busca por fósseis de dinossauros se estendeu a todos os continentes, incluindo a Antártida. O primeiro dinossauro antártico a ser descoberto, o anquilossauro Antarctopelta oliveroi, foi encontrado na Ilha James Ross em 1986, embora fosse apenas em 1994 que uma espécie antártica, o terópodo Cryolophosaurus ellioti, fosse formalmente nomeado e descrito em uma revista científica.
Os atuais pontos onde mais ocorrem descobertas de dinossauros incluem o sul da América do Sul (especialmente a Argentina) e a China. A China, em particular, produziu muitos espécimes excepcionais de dinossauros emplumados, devido à geologia única de seus leitos de dinossauros, bem como a um antigo clima árido, particularmente propício à fossilização.

### "Renascimento dos dinossauros"

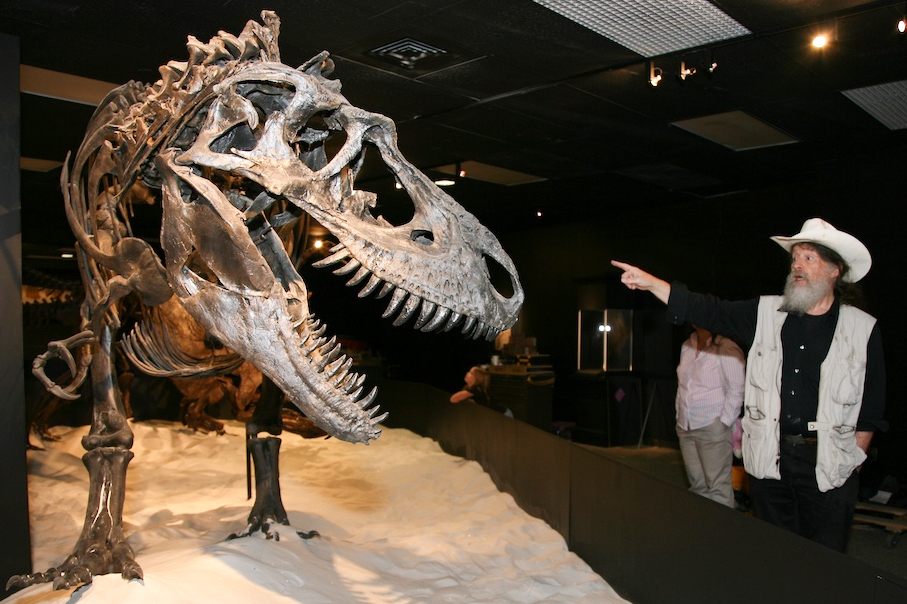
O paleontólogo Robert T. Bakker com um esqueleto montado de um tiranossaurídeo (Gorgosaurus libratus)

O campo da pesquisa com dinossauros tem desfrutado de um aumento na atividade que começou nos anos 1970, o que ainda está em andamento. Isso foi desencadeado, em parte, pela descoberta de Deinonychus, de John Ostrom, um predador ativo que pode ter sido de sangue quente, em contraste marcante com a imagem então predominante dos dinossauros, como lentos e de sangue frio. A paleontologia de vertebrados tornou-se uma ciência global. Grandes descobertas de dinossauros foram feitas por paleontólogos em regiões anteriormente inexploradas, como Índia, América do Sul, Madagascar, Antártica e mais significativamente a China (os dinossauros emplumados na China consolidaram ainda mais a ligação entre dinossauros e seus descendentes vivos, os pássaros modernos). A aplicação generalizada de cladística, que analisa rigorosamente as relações entre organismos biológicos, também se mostrou tremendamente útil na classificação de dinossauros. A análise cladística, entre outras técnicas modernas, ajuda a compensar um registro fóssil, muitas vezes incompleto e fragmentário.

### Tecido mole e DNA
Um dos melhores exemplos de impressões de tecido mole em um fóssil de dinossauro foi descoberto em Pietraroja, Itália. A descoberta, relatada em 1998, descreveu o espécime de um pequeno e muito jovem coelurossauro, Scipionyx samniticus. O fóssil inclui porções dos intestinos, cólon, fígado, músculos e traqueia deste dinossauro imaturo.

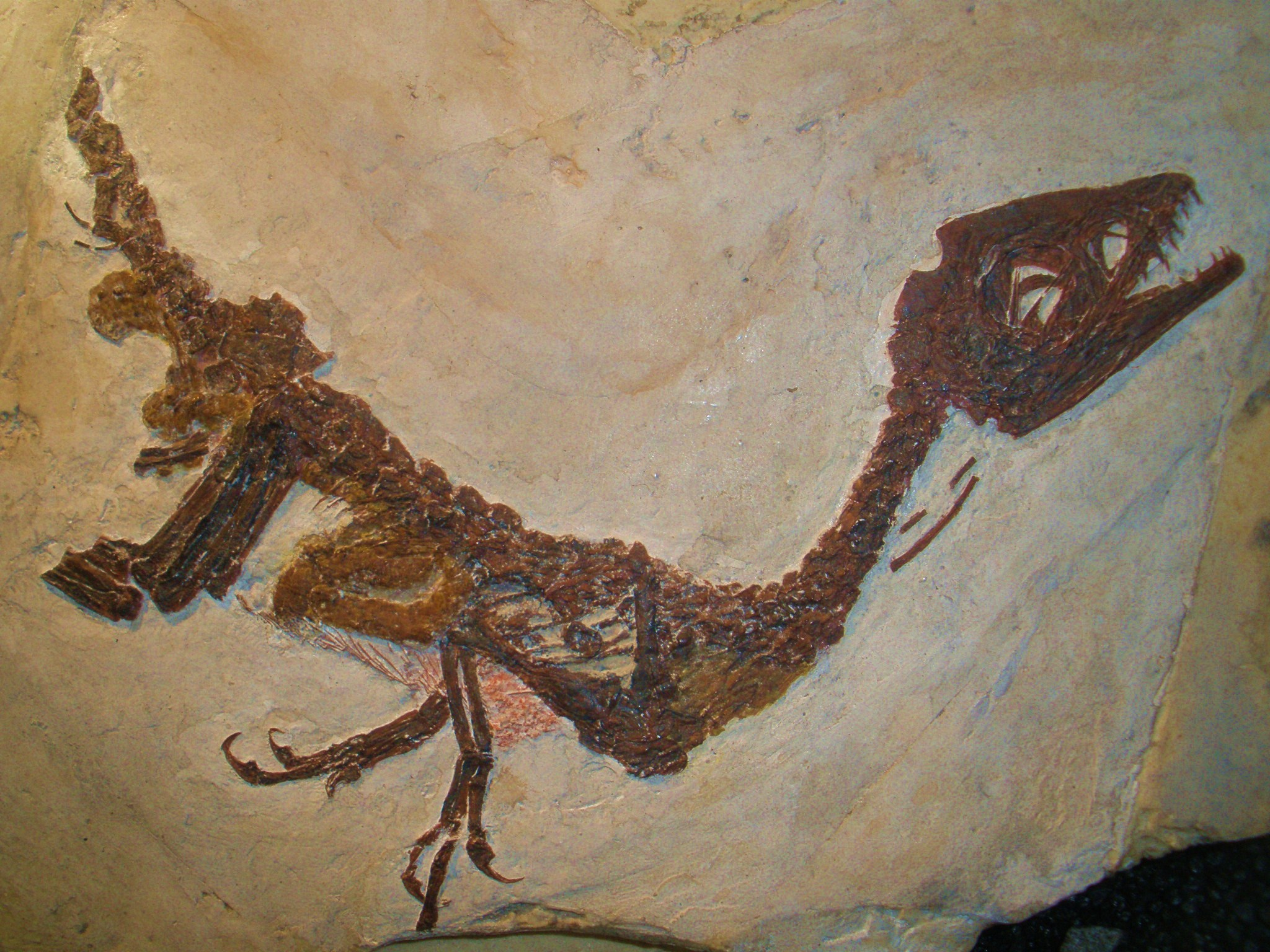
Scipionyx do Museu de História Natural de Milão, Itália

Na edição de março de 2005 da revista Science, a paleontóloga Mary Higby Schweitzer e sua equipe anunciaram a descoberta de material flexível semelhante ao tecido mole de um osso da perna Tyrannosaurus rex de 68 milhões de anos da Formação Hell Creek em Montana, Estados Unidos. Após a recuperação, o tecido foi reidratado pela equipe. Quando o osso fossilizado foi tratado durante várias semanas para remover o conteúdo mineral da cavidade da medula óssea fossilizada (um processo chamado desmineralização), Schweitzer encontrou evidências de estruturas intactas, como vasos sanguíneos, matriz óssea e tecido conjuntivo (fibras ósseas). O exame minucioso, sob o microscópio, revelou ainda que o suposto tecido mole dos dinossauros havia retido estruturas finas (microestruturas) mesmo no nível celular. A natureza e a composição exatas desse material e as implicações da descoberta de Schweitzer ainda não estão claras.
Em 2009, uma equipe que também incluía Schweitzer anunciou que, usando uma metodologia ainda mais cuidadosa, eles haviam duplicado seus resultados encontrando tecidos moles semelhantes em um hadrossaurídeo, Brachylophosaurus canadensis, encontrado na Formação Judith River, também em Montana. O fóssil incluía tecidos ainda mais detalhados, até células ósseas preservadas que parecem ter restos visíveis de núcleos e o que parecem ser glóbulos vermelhos. Entre outros materiais encontrados no osso estava o colágeno, como no osso do tiranossauro. O tipo de colágeno que um animal possui em seus ossos varia de acordo com seu DNA e, em ambos os casos, esse colágeno era do mesmo tipo encontrado em galinhas e avestruzes modernos.
A extração de DNA antigo de fósseis de dinossauros foi relatada em duas ocasiões distintas, entretanto, após inspeção adicional e revisão por pares, nenhum desses relatos pôde ser confirmado. No entanto, um peptídeo funcional envolvido na visão de um dinossauro teórico foi inferido usando métodos de reconstrução filogenética analítica em sequências genéticas de espécies modernas relacionadas, como répteis e aves. Além disso, várias proteínas, incluindo a hemoglobina, foram supostamente detectadas em fósseis de dinossauros. Em 2015, os pesquisadores relataram o encontro de estruturas semelhantes às células do sangue e fibras de colágeno, preservadas nos fósseis de ossos de seis espécimes de dinossauros do Cretáceo, que têm aproximadamente 75 milhões de anos de idade.
Em 2020, pesquisadores descobriram evidências de núcleos celulares e cromossomos fossilizados dentro da cartilagem preservada de dinossauros de bico de pato, com 75 milhões de anos.

## Representações culturais

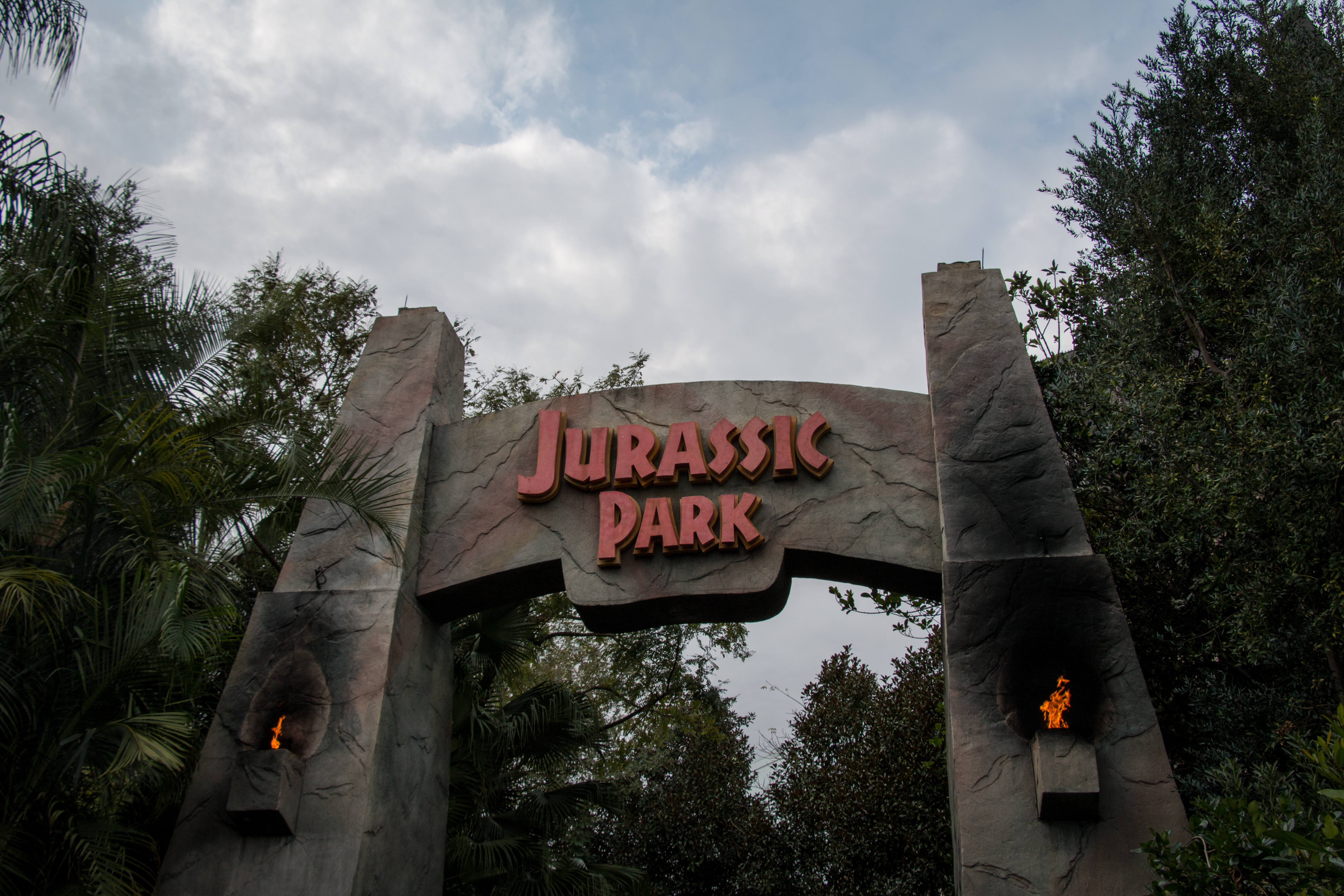
Área do parque temático Islands of Adventure, em Orlando, Estados Unidos, inspirada no filme Jurassic Park (1993)

Pelos padrões humanos, os dinossauros eram criaturas de aparência fantástica e muitas vezes de tamanho enorme. Como tal, eles capturaram a imaginação popular e se tornaram uma parte duradoura da cultura humana. A entrada da palavra "dinossauro" no vernáculo comum reflete a importância cultural dos animais: em inglês, "dinossauro" é comumente usado para descrever qualquer coisa que seja impraticavelmente grande, obsoleta ou fadada à extinção.
O entusiasmo público pelos dinossauros se desenvolveu pela primeira vez na Inglaterra vitoriana, onde, em 1854, três décadas após as primeiras descrições científicas de restos de dinossauros, um zoológico de esculturas de dinossauros realistas foi revelado no Crystal Palace Park, em Londres. Os dinossauros do Crystal Palace se mostraram tão populares que um forte mercado de réplicas menores logo se desenvolveu. Nas décadas seguintes, exibições de dinossauros foram abertas em parques e museus ao redor do mundo, garantindo que gerações sucessivas fossem introduzidas aos animais de uma maneira imersiva e excitante.
A popularidade duradoura dos dinossauros, por sua vez, resultou em financiamento público significativo para a ciência dos dinossauros, e frequentemente estimulou novas descobertas. Nos Estados Unidos, por exemplo, a competição entre os museus pela atenção pública levou diretamente às Guerras dos Ossos das décadas de 1880 e 1890, durante as quais um par de paleontologistas rivais fez enormes contribuições científicas.
A preocupação popular com os dinossauros garantiu sua aparição na literatura, em filmes e em outras mídias. Começando em 1852 com uma menção passageira em Bleak House de Charles Dickens, os dinossauros foram apresentados em um grande número de obras de ficção. O romance de Jules Verne, Viagem ao Centro da Terra, de 1964, O Mundo Perdido, Sir Arthur Conan Doyle, o icônico filme de 1933 King Kong, o Godzilla de 1954 e suas muitas sequências, o romance de 1990 Jurassic Park, de Michael Crichton e sua adaptação cinematográfica de 1993 são apenas alguns exemplos notáveis de aparições de dinossauros na ficção. Autores de obras de não ficção de interesse geral sobre dinossauros, incluindo alguns paleontólogos proeminentes, têm frequentemente procurado usar os animais como uma forma de educar os leitores sobre a ciência em geral. Os dinossauros são onipresentes na publicidade; várias empresas fazem referência a dinossauros em anúncios impressos, televisivos ou na internet, seja para vender seus próprios produtos ou para caracterizar seus rivais como lentos, estúpidos ou obsoletos.